# Avenida do Doutor Lourenço Peixinho
A Avenida do Doutor Lourenço Peixinho é a principal avenida de Aveiro, Portugal, estendendo-se desde a estação ferroviária até à Praça General Humberto Delgado, no centro da cidade. Com cerca de 1100 metros de comprimento, esta artéria assenta num eixo retilíneo de cerca de 30 metros de largura, com quatro faixas rodoviárias (duas para cada sentido), separadas por uma pequena laje central. Em ambos os sentidos, a faixa do lado direito destina-se exclusivamente ao uso como ciclovia e de transportes públicos, sendo a faixa do lado esquerdo destinada ao trânsito rodoviário.
Projetada inicialmente como Avenida do Cojo, em 1907 e construída a partir de 1918, com o nome Avenida Central, esta artéria permitiu ligar de forma fácil, rápida e funcional o caminho-de-ferro ao centro da cidade e às industrias de sal e peixe, baseadas na Ria de Aveiro, facilitando um percurso que apenas era possível através de dois caminhos indiretos e de difícil transposição (ruas da Estação e do Americano). A abertura deste eixo fez parte das grandes transformações que a cidade sofreu durante o século XX e permitiu o seu desenvolvimento e expansão para nordeste. Apesar de ter sofrido um processo de construção e desenvolvimento longo (1918–1935), a Avenida do Doutor Lourenço Peixinho estabeleceu-se rapidamente como o principal centro urbano de serviços e comércio de Aveiro, tendo sido alvo de várias alterações e requalificações ao longo dos anos.
A avenida recebeu a atual denominação em 1943, em homenagem ao aveirense Lourenço Simões Peixinho, presidente da Câmara Municipal de Aveiro durante 24 anos consecutivos (1918–1942) e principal impulsionador para a sua construção. A última requalificação da avenida alterou profundamente a sua circulação rodoviária e pedonal, eliminando a placa arborizada central e aumentando a largura dos passeios, tendo sido inaugurada em maio de 2023.

## História

### Contexto

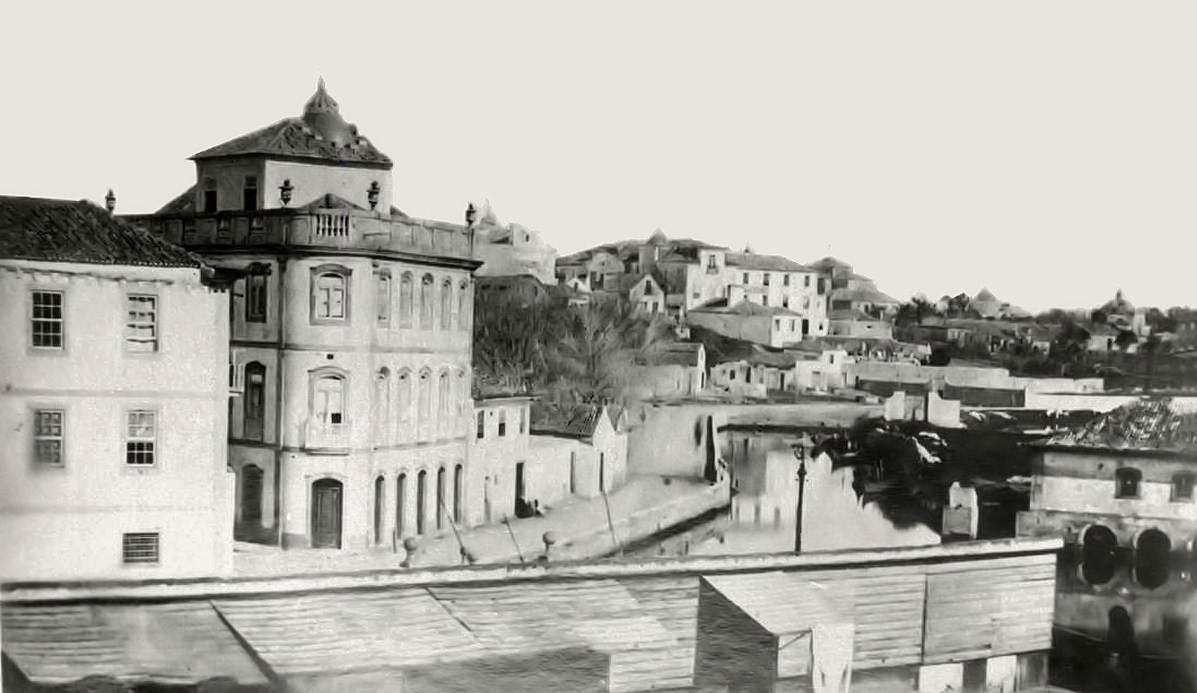
Local onde a avenida se liga atualmente com a Praça G. Humberto Delgado, retratado em 1890. O edifício em gaveto ainda existe (atual Ourivesaria Vieira). A construção da avenida obrigou ao aterro de um dos canais que formava o ilhote do Cojo (ao centro).

A estação ferroviária de Aveiro, inaugurada em 1864 e localizada longe do centro da cidade, motivou desde cedo vários problemas de ligação. Apesar do caminho-de-ferro promover trocas comerciais com outros pontos do país, no caso concreto de Aveiro, eram necessários dois transbordos adicionais das mercadorias: um por via marítima (da Ria de Aveiro até ao Cais do Cojo) e outro desde o centro da cidade até à estação. Esta situação, portanto, não servia os interesses comerciais, não explorava as potencialidades económicas para a exportação de sal e peixe, bem como de olarias, madeiras e de produtos agrícolas. Esta questão foi abordada pela Câmara Municipal de Aveiro, tendo sido inicialmente proposta a construção de uma rua de ligação entre a estação e o centro da cidade, pelas vantagens daí provenientes para o comércio, a indústria e a agricultura.
Aquando a inauguração da via ferroviária, a Câmara Municipal projetou e construiu uma estrada provisória, inaugurada meses depois como rua da Estação (atual rua Almirante Cândido dos Reis), que ligava a estação ao antigo Convento do Carmo (atual quartel da Guarda Nacional Republicana). O restante percurso até ao centro da cidade era sinuoso e apoiado em diversas ruas de perfil estreito (as ruas do Carmo, Gravito, Manuel Firmino e José Estevão).
Em 1873, foi proposta a criação de uma ligação de Caminho Americano (tramway) entre a estação e o Cais do Cojo, pelo engenheiro Silvério Augusto Pereira da Silva. Esta ligação traduzia-se numa carruagem de tração animal, que circulava sobre carris, para transporte de passageiros ou mercadorias. O projeto aprovado pela Câmara, num traçado alternativo ao anterior e localizado a sul deste, acabou por não se materializar. No entanto, a ideia da ligação direta da estação ao Cais do Cojo foi considerada importante, levando à construção da Rua do Americano (atual rua Comandante Rocha e Cunha). Após a abertura desta via, os produtos provenientes da Ria de Aveiro passaram a ser transportados por via marítima até ao Cais do Cojo, sendo depois transbordados para carros de bois e transportados pela Rua do Americano até à estação, onde eram novamente transbordados em carruagens ferroviárias, num processo mais eficaz que o anterior mas, ainda assim, moroso, dispendioso e incómodo.
Existiu ainda uma proposta para a criação de uma estação ferroviária no Ilhote do Cojo e respetiva ligação à Linha do Norte, mas que não chegou a ser concretizada. Todas as ligações ferroviárias alternativas da cidade, tais como os ramais de Aveiro-Mar ou de S. Roque foram criadas já durante os séculos XX e XXI. Destas, a única ainda em funcionamento é o Ramal do Porto de Aveiro.

### Primeira proposta

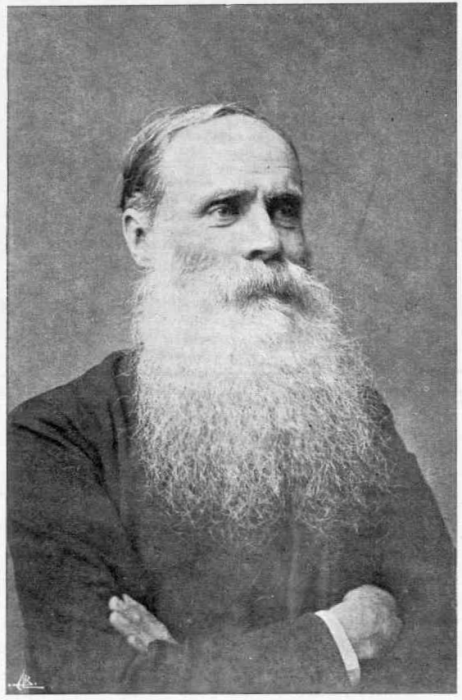
Jaime de Magalhães Lima, presidente da Câmara Municipal de Aveiro (1893-1895) e autor da primeira proposta de construção da avenida.

A primeira proposta concreta para a abertura de uma via direta entre a estação ferroviária e o centro da cidade surgiu em 1895, por Jaime Magalhães Lima, presidente da Câmara Municipal de Aveiro (1893-1895). Duas hipóteses de traçado foram lançadas, referentes a dois locais centrais na cidade onde a avenida deveria terminar: a Praça Marquês de Pombal, onde se localizam os edifícios do Tribunal e antigo Governo Civil de Aveiro; e as praças do Município e do Comércio. Estes traçados tinham em comum o facto de estarem relacionados com elementos urbanos importantes, no contexto da cidade.
A primeira hipótese foi logo posta de parte, uma vez que, para tal, seria necessário destruir parte do Mosteiro de S. Domingos (do qual faz parte a Sé de Aveiro). Uma vez que o segundo traçado não provocaria um impacto tão grande neste aspeto, por não pôr em causa nenhum edifício significativo (atravessava sobretudo terrenos agrícolas não urbanizados).
Às pressões que o Governo vinha sofrendo no sentido de dar um maior apoio técnico e financeiro às operações de requalificação urbana, este respondeu com a criação do Ministério das Obras Públicas e, em 1865, com o lançamento da figura dos Planos Gerais de Melhoramentos. Em Aveiro, o plano de melhoramentos foi elaborado a partir de 12 de Julho de 1906 (data da Ordem de Serviço n.º 399), segundo a qual é dada a autorização necessária à Direção de Obras Públicas.
Dentro deste plano, foi dado especial relevo à questão da ligação à estação do caminho-de-ferro à avenida que a Câmara pretendia construir para o efeito. Foi neste contexto que surgiu o projeto de 9 de Julho de 1907. Na memória descritiva e justificativa deste projeto encontravam-se explicadas as motivações da Câmara Municipal de Aveiro para o empreendimento. Referia-se ao facto das principais estradas ou ruas serem insuficientes para o trânsito crescente de peões e veículos:
(...) todo o trânsito para a estação e para as populosas povoações (...) a leste de Aveiro faz[ia]-se pela E. R. n.º 41 e pelo ramal d’esta, entre o Cojo e a Vera Cruz (...); d’aqui, da Vera Cruz, até à estação, todo o movimento (...) se accumula[va] na Estrada Real 41 (Ruas do Gravito e do Carmo), estrada estreitíssima e em condições de não poder ser alargada senão á custa de muito dinheiro, porque toda ella é ladeada de casas".
— "Memória Descriptiva e Justificativa” do projeto de 9 de Julho de 1907.

Assim, pretendia-se construir "uma ampla avenida de 30 metros de largura entre o centro da cidade e a estação do caminho-de-ferro do Norte e Leste, com duas estradas de 8 metros de largura cada uma, orlada de passeios de 4 metros, havendo ao centro um que as separa, com 6 metros de largura e duas filas d’árvores". Estava previsto que o pavimento da avenida fosse formado por quatro trainéis (troços de estrada de inclinação constante), de forma a vencer os desníveis do terreno e respeitar as vias de comunicação existentes (Estrada do Americano, Caminho de Arnellas e Rua do Seixal). Em toda a extensão da avenida e em ambos os lados, seriam construídos muros até à altura do pavimento, quando a estrada passasse em aterro, ou até à altura do terreno marginal, quando esta passasse em escavação. Estes muros serviriam também de muros de vedação das propriedades contíguas, ou de suporte para estes. Ao longo da nova avenida, seria colocado um aqueduto coletor, infraestrutura importante dentro do contexto de modernização do espaço urbano.
Este projeto não viria a ser imediatamente concretizado, devido à incapacidade da Câmara Municipal de Aveiro para suportar o esforço económico que uma obra desta envergadura implicava. Até 1918, a construção da nova avenida não seria equacionada, embora não deixasse de constituir um melhoramento desejado e pretendido para a cidade.

### Projeto final

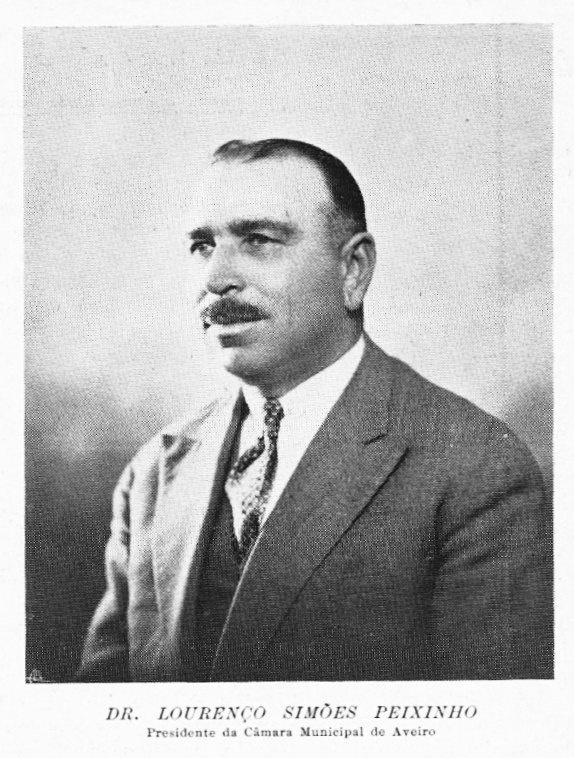
Lourenço Simões Peixinho, presidente da Câmara Municipal de Aveiro (1918-1942) e principal impulsionador para a construção da avenida.

O passo decisivo para a construção da avenida de ligação à estação foi dado em 2 de Janeiro de 1918, durante a sessão de tomada de posse da nova vereação da Câmara Municipal de Aveiro. Foi aqui que o recém-empossado Presidente da Câmara, Lourenço Simões Peixinho, deu conhecimento do seu largo programa relativo a melhoramentos locais, dentro do qual se destacava uma solução para a abertura da tão desejada avenida. A sua proposta era "que se abrisse uma avenida de 30 metros de largura que, partindo da estação do caminho-de-ferro, viesse terminar em frente à doca do Côjo". Propôs igualmente que se expropriassem duas faixas laterais e anexas, também de 30 metros de largura cada uma, destinadas a dividir em "chãos regulares", para serem vendidas para construir prédios urbanos.
Na sua exposição, Lourenço Peixinho realçou as vantagens destas expropriações adicionais, que constituiriam a grande alteração face ao projeto de 1907:
"(...) por um lado, a avenida não será delimitada por muros, e sim por casas, mas também, para com o produto da sua venda, se fazer face às despesas da expropriação e execução dos trabalhos da mesma avenida".
— Descrição do projeto por Lourenço Peixinho, publicada no jornal "O Democrata", em 11 de Janeiro de 1918.

Para os trabalhos iniciais e expropriações, Lourenço Peixinho sugeria que a Câmara contraísse um empréstimo, até 100 000 escudos, ao juro de até 8% ao ano, dando como garantia a hipoteca dos terrenos expropriados, o rendimento dos impostos do sal e do barro e amortizável com o produto da venda dos mesmos terrenos e rendimento dos mesmos impostos. A grande dificuldade das vereações anteriores para a construção da avenida prendia-se com a sua incapacidade de suportar custos tão elevados. A Lei sobre Expropriações por Utilidade Pública de 26 de Julho de 1912 viria a ser determinante para a realização das obras.
O projeto da avenida foi aprovado em reunião camarária em 7 de Fevereiro de 1918 e a sua aprovação governamental saiu em Diário do Governo a 26 de Abril do mesmo ano:
"O Govêrno da República Portuguesa, pelo Ministro do Comércio, concordando com o parecer do Conselho Superior de Obras Públicas, manda aprovar, para os efeitos da lei de 26 de Julho de 1912 e do artigo 94.º, § 14.º, da lei de 7 de Agosto de 1913, o projecto e respectivo orçamento na importância de  datados de 28 de Fevereiro do corrente ano, relativos à obra de construção da avenida, entre a cidade de Aveiro (centro da cidade) e a estação do caminho-de-ferro, na extensão de 1:064m ,32.".
—Diário do Governo de 26 de abril de 1918.

Este projeto, para além das motivações já referidas, indicava uma maior preocupação por parte da Câmara no carácter futuro da avenida, uma maior importância dada à urbanidade (desejada) para uma via desta natureza, uma vontade de participação mais ativa no processo de conformação do edificado. A memória descritiva do projeto demonstrava que, para além da óbvia questão de ligação à estação dos caminhos-de-ferro, era claramente vincada a intenção de que a artéria viesse a constituir o principal eixo de referência para a cidade. Por isso, foi inicialmente designada, em sentido simbólico e literal, Avenida Central.
O novo eixo seria construído parcialmente sobre o Côjo, implicando uma terraplenagem parcial desta zona pantanosa. O projeto enquadrava a necessidade de criar um espaço edificado adjacente à avenida e um espaço público que permitisse a sociabilidade. No seu topo Poente já existia o edifício de um antigo moinho de marés, que aproveitava a variação das águas da ria dessa zona, e que à época era uma escola, que iria marcar este extremo da nova avenida. Mais tarde esse edifício seria convertido na Capitania do Porto de Aveiro (atualmente, sede da Assembleia Municipal e espaço de exposições).
A avenida teria quatro faixas de rodagem, separadas por um largo passeio central com duas fileiras de árvores, ao longo de todo o seu percurso. Este passeio albergava ainda a iluminação da via e vários bancos, dividindo a avenida em duas faixas viárias laterais, ladeadas por dois passeios mais curtos, contíguos às edificações. Este espaço público central, existente entre as duas vias, contribuiu para que as pessoas passeassem e convivessem num espaço de grande dimensão.

### Construção

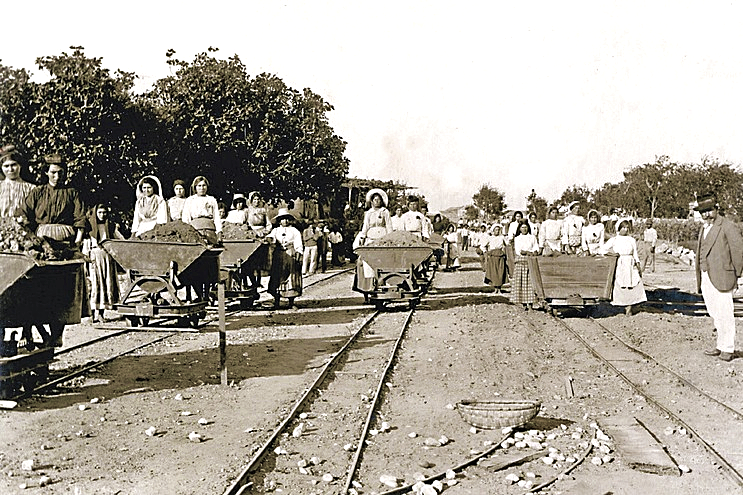
Trabalhos de abertura da avenida, 1918-1921.

O início dos trabalhos da abertura da avenida deu-se a 3 de Junho de 1918, numa porção de terreno que tinha feito parte da residência de Manuel Mendes Leite, e foi saudado com " queima de foguetes, salvas de morteiros e repiques de sinos".
O processo de construção revelou-se longo e demorado, suscitando grande interesse público, demonstrado por várias menções na imprensa local. Cerca de um ano após o início dos trabalhos, começaram a ser demolidos os prédios cuja localização era incompatível com a abertura da avenida. O último, onde se localizava o antigo Hotel Central, foi demolido cinco anos depois, em 1924. O traçado só ficou concluído quando, em 1935, foi retificado o Cais do Cojo, para que este seguisse o alinhamento dos edifícios, de forma a que a avenida se prolongasse até ao centro.
Estava inicialmente previsto que o desenvolvimento da avenida fosse feito em quatro trainéis, para não interromper as vias de comunicação existentes. No entanto, desde o início dos trabalhos de terraplanagem que foi reconhecida a vantagem da construção ser feita em apenas um trainel, eliminando os muros de suporte, o que a tornava mais dispendiosa, mas ao mesmo tempo mais agradável.
Em 1921, o mesmo ano em que foi apresentado o projeto com estas alterações, iniciaram-se os trabalhos indispensáveis para o assentamento da tubagem de ferro que, na extensão de 200 metros, viria a substituir o encanamento de manilhas que existia anteriormente. A partir do momento que o pavimento se encontrou nivelado, o espaço começou a ser imediatamente utilizado, mesmo não estando nas melhores condições de uso. Devido à falta de pavimentação, em horas de maior movimento e dias de vento mais forte, o pó levantava-se e formava nuvens, sendo constantes as reclamações na imprensa, exigindo que o serviço de rega se intensificasse nesta área, de forma a evitar que essas situações ocorressem. Durante os períodos de chuva, a lama enchia as estradas e os passeios.
Durante vários anos, a então Avenida Central manteve-se nestas condições, sem pavimentos, iluminação condigna ou uma ocupação contínua. A instalação destes equipamentos demorou diversos anos, devido à falta de verbas camarárias para o efeito. As árvores começaram a ser plantadas no princípio de 1928 e os bancos apenas foram colocados em 1933. A iluminação existente no local foi substituída por candeeiros elétricos, a partir de 1935, apesar de já existir eletricidade em Aveiro desde 1921. Em agosto de 1936, foi aceso pela primeira vez o conjunto composto por três fileiras de candeeiros, separados por 20 metros: uma na placa central, com candeeiros duplos, e as restantes nos passeios laterais, com candeeiros simples.
Os passeios e os pavimentos permaneceram também, durante vários anos, inacabados. A macadamização da via descendente é feita em 1932, surgindo em 1937 o primeiro passeio pavimentado, no lado onde se encontravam construídos mais edifícios. No entanto, dez anos depois, ainda existiam passeios por empedrar ou cimentar.
Em 1934, foi inaugurado na Avenida do Dr. Lourenço Peixinho o Monumento aos mortos da Grande Guerra (também conhecido como Soldado Desconhecido). A sua localização pretendia-se nobre e numa zona com exposição, passando primeiro pela Praça Marquês de Pombal, mas a sua instalação nesta artéria viria, por um lado, confirmar a importância adquirida por ela e, por outro, enriquecer o seu espaço público.
Apesar de todas as condicionantes relacionadas com a demora das obras, a avenida tornou-se um sítio privilegiado no contexto da cidade e destino dos habitantes nas horas de lazer:
"(...) o passeio predilecto dos aveirenses, quer nas noites calmas do Estio, quer nos dias radiantes de sol, no Inverno".
—Descrição no jornal "O Democrata", de 27 de setembro de 1941.

Gradualmente, equipamentos de carácter lúdico começaram a aparecer nesta artéria: cafés, restaurantes, esplanadas e um cine-teatro. A vida social que, sobretudo, se fazia no Rossio, seria transferida para a avenida. À semelhança das grandes avenidas europeias, esta artéria conferiu à cidade uma nova escala e uma imagem modernizada de civilidade.

### Edificação e desenvolvimento

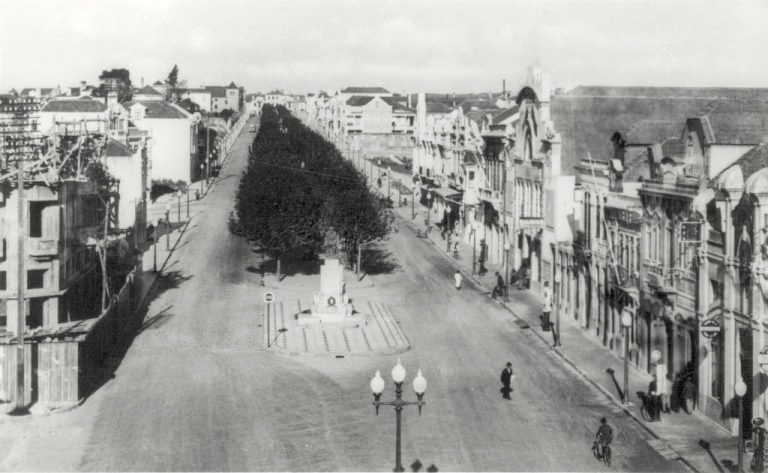
Vista de Poente, em 1936. Ao centro, é visível o recém-inaugurado Soldado Desconhecido. Na esquerda, encontrava-se em construção o Edifício Alfredo Esteves (também conhecido por Café Avenida).

A edificação da avenida iníciou-se no final da década de 10, com construções de pequena escala, até três pisos. Ao contrário da Avenida da Liberdade (Lisboa) e da Avenida da Boavista (Porto), a Avenida do Dr. Lourenço Peixinho não concentrou em si os ostentosos palacetes da classe burguesa, orientando-se para a vertente de edifícios em altura com piso térreo comercial e habitação nos pisos superiores. Surgiram no entanto, casos isolados de grandes moradias unifamiliares em algumas parcelas da avenida, mas que tiveram pouca expressão no conjunto do edificado.
A construção destes edifícios começou logo após o início dos trabalhos da avenida e estenderia-se por vários anos. A venda, em hasta pública, dos lotes de terreno para construções, resultantes das expropriações feitas pela Câmara Municipal de Aveiro, começou a 24 de Abril de 1919 e terminou a 6 de Novembro de 1944. A demora na venda destes terrenos deveu-se à opção camarária pela expropriação por zonas, de forma a diminuir os encargos com a obra.
A avenida tornou-se um local onde se implantaram e instalaram edificações com usos de carácter lúdico, como restaurantes, cafés e salas de espetáculo. Esta via passou a ter duas funções que se interrelacionavam: o espaço de passagem e o espaço de lazer, em simultâneo, passando o espaço público a ter uma notoriedade, através da grande escala que a avenida tinha na cidade de Aveiro, como era já usual nas grandes cidades europeias.
A meio da década de 40, ainda existiam diversos lotes vazios, cuja construção urgia de forma a conformar a Avenida. Desta forma, em outubro de 1945, a Câmara Municipal deliberou intimar todos os proprietários de terrenos confinantes com a via pública, para que construíssem prédios no prazo de dezoito meses sob pena de, não cumprindo, o município proceder à sua expropriação e venda em hasta pública. Esta medida, reveladora da importância dada na época à avenida e ao espaço urbano, juntava-se a uma outra, anterior (julho de 1944), em que os proprietários eram intimados a proceder, no prazo de 90 dias, à reparação e caiação da frontaria dos seus prédios, bem como de muros ou empenas visíveis da via pública. Procurava-se assim, responder aos apelos da população, veiculados na imprensa, pela resolução do problema da má impressão causada, sobretudo a quem vinha de fora, chegado à estação, pelos muros degradados, pelos jardins inacabados, pelas hortas instaladas em terrenos desocupados.

### Morte de Lourenço Peixinho
Em 7 de março de 1943, Lourenço Simões Peixinho faleceu em Aveiro, poucos meses após abandonar a presidência da Câmara Municipal, cargo que ocupara ininterruptamente por 24 anos. A sua morte foi intensamente sentida por toda a cidade e uma onda de consternação invadiu Aveiro, refletindo-se nos jornais locais da época:
"A morte acaba de aniquilar uma das mais preciosas vidas que Aveiro possuía, tantos foram os serviços prestados à cidade como presidente da Câmara Municipal e Provedor da Santa Casa da Misericórdia.(...) Lourenço Peixinho não vai todo para a sepultura. Fica vivendo e viverá sempre o seu grande nome, que há -de perdurar respeitado e admirado, ligado intimamente à sua notável obra realizada na presidência da Câmara Municipal de Aveiro durante 24 anos, obra que foi notável e muito valiosa para o engrandecimento da cidade e concelho e ligado, também, à sua extraordinária acção na provedoria da Santa Casa da Misericórdia."
—Jornal "O Democrata", 13 de março de 1943.

Na sequência da sua morte, foi apresentada uma proposta, na reunião ordinária da Câmara de 11 de março de 1943, assinada por Francisco Pereira Lopes e aprovada por aclamação, em que se propôs que à então Avenida Central fosse dado o nome pelo qual é atualmente conhecida, Avenida do Doutor Lourenço Peixinho.

### Planos Diretores Municipais
O processo de elaboração de um Plano de Urbanização para Aveiro começou em 1944, sendo aprovada legislação sobre esta matéria e indicando que a Câmara Municipal seria obrigada a fazer um levantamento topográfico da cidade, para que fossem reunidos os elementos para um estudo urbano. No início de 1945, foi incumbido de elaborar o Plano de Urbanização o arquiteto David Moreira da Silva, sendo os primeiros resultados deste trabalho apresentados em setembro de 1948, no Anteplano de Urbanização da Cidade de Aveiro, aprovado na generalidade no mesmo mês. O Anteplano foi polémico, por algumas propostas, e gerou uma intensa discussão na cidade em torno das questões urbanísticas. As mais marcantes neste capítulo são as que concernem com a transformação da zona central da cidade: a criação da Ponte-Praça (atual Praça General Humberto Delgado) e o alargamento da Rua de Coimbra, que implicaria diversas demolições:
(...) a "ampliação e regularização da Praça existente junto à estação do caminho-de-ferro"; a "construção duma Praça no tôpo Oeste da Avenida do Dr. Lourenço Peixinho"; a "rectificação e alargamento da Rua do Comandante Rocha e Cunha, cujo traçado deve permitir que os seus edifícios escondam em bôas condições as trazeiras dos prédios voltados para a Avenida."
—Anteplano de Urbanização da Cidade de Aveiro, 1948.

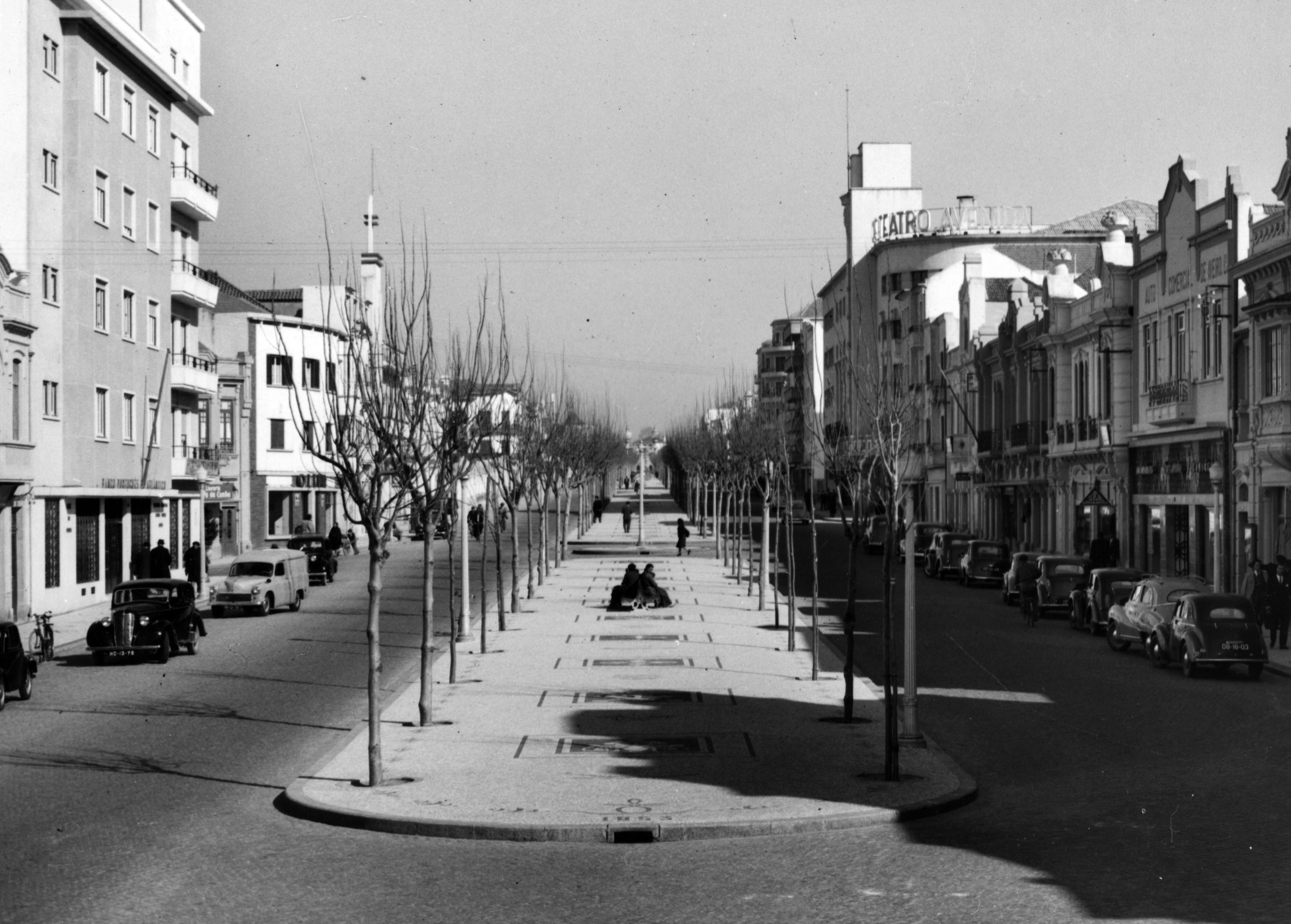
A avenida, em 1953. Do lado esquerdo é visível o Edifício da Companhia de Seguros Ultramarina. Do lado direito, o Cine-Teatro Avenida.

Em 1962, em face da incapacidade de resposta por parte dos estudos que se vinham a efetuar há 17 anos, a Câmara Municipal decidiu modificar a abordagem ao problema, criando um gabinete de urbanização municipal, sob orientação do arquiteto Robert Auzelle.
Em 28 de junho de 1963, quase um ano após ter entrado em atividade, o trabalho foi apresentado à consideração do público. Este plano caracterizava-se por utilizar a sistematização da amostra como instrumento no planeamento da cidade, apoiando-se na arquitetura para formalizar as opções volumétricas, tendo sido significativa nesta matéria a colaboração dos arquitetos Fernando Távora, J. Carlos Loureiro e Luís Pádua Ramos. Ao contrário dos anteriores estudos, que encaravam o problema urbanístico mais sob o aspeto de diretrizes estéticas, o Plano Diretor da Cidade de Aveiro, através da análise do desenvolvimento da cidade ao longo dos tempos e sua evolução provável, pretendia estabelecer o conjunto de linhas mestras do desenvolvimento económico e social que englobassem todos os interesses vitais da Região.
Este Plano pretendia consolidar a expansão portuária, salvaguardando, no entanto, as condições naturais das salinas e da Ria, de inestimável valor turístico, a expansão industrial, em implantações fora de Aveiro, que não provocassem uma dispersão exagerada da população, mas que permitissem à cidade manter o carácter de um centro de atividade terciária e de descanso, atrativo para essa mesma indústria. No aspeto viário, a Avenida do Dr. Lourenço Peixinho assumia um importante papel neste estudo: era reforçada como eixo principal da cidade e constituiria a base de um sistema de circulação contínua no conjunto citadino. A previsão de largas necessidades em termos de estacionamento acompanhava a de um futuro desenvolvimento de escritórios e comércio na zona central, e de serviços no centro cívico e cultural. Relativamente ao espaço edificado, havia a preocupação em conservar e manter o a arquitetura de certo modo tradicional, que se observava nas ruas bastante estreitas, de pequenos lotes ocupados por prédios de um ou dois pisos; e, por outro lado, definir um novo carácter para Aveiro, com construções mais altas, particularmente em novas zonas habitacionais e nos prédios confinantes com a avenida.
Desta forma, o Plano Diretor Municipal (PDM) destacava a importância reconhecida e atribuída à avenida, como eixo centralizador da vivência urbana, em termos sociais, comerciais e de serviços; como base do sistema de circulação, como definidora de uma imagem para a cidade e como eixo principal do aglomerado:
"(…) o comércio ocasional e excepcional se localiza, especialmente, ao longo da Avenida Dr. Lourenço Peixinho, na zona central da cidade, em ambas as margens do canal, e também ao longo das vias mais antigas. (…) verifica-se haver uma concentração de consultórios médicos e de escritórios de engenheiros ao longo da Avenida Dr. Lourenço Peixinho (…) Indústria ligada ao ramo automóvel: Embora estejam espalhadas por todo o aglomerado, é ao longo da Avenida Dr. Lourenço Peixinho que se verifica a existência do maior número e dos mais importantes estabelecimentos deste ramo (…)"
—Plano Diretor Municipal de Aveiro, 1964.

A integração no novo projeto de edifícios já existentes, limitava-se aos mais recentes (em geral os de cércea mais elevada). No extremo nascente, junto ao edifício da estação ferroviária, seria criado um grande conjunto de imóveis, que poderiam albergar serviços de apoio à estação, conformando uma grande praça, desviada em relação à avenida. Para o conjunto situado entre esta artéria e a rua Almirante Cândido dos Reis, procurou-se uma implantação que acompanhasse a direção dos lotes, em ângulo acentuado em relação à avenida, mantendo no plano da fachada do piso térreo o alinhamento dos restantes. Com este plano, dava-se uma inversão significativa no carácter da Avenida do Dr. Lourenço Peixinho, verificando-se um adensamento desta zona. O impacto deste plano fez-se sentir sobretudo no tecido arquitetónico, levando a demolições de diversos edifícios, alguns da época da abertura da avenida, de menor escala, com apenas dois ou três pisos, surgindo, no seu lugar, prédios com seis ou sete pisos, cumprindo a modernização prevista.
O PDM de Aveiro iniciou na avenida um processo de substituição do edificado que não se cumpriria na totalidade. Depois do Plano de Pormenor para a Avenida do Dr. Lourenço Peixinho, surgiriam em Aveiro mais estudos urbanísticos: o Plano Geral de Urbanização (realizado pela firma Macroplan, em 1981) e o PDM de 1995. Contudo, dentro destes planos, o primeiro foi aquele que mais marcou o desenvolvimento da avenida.
A Casa Tenente José de Sousa Oliveira, da autoria de Alberto Vimeiro Pinto, foi construída entre 1948 e 1949 e demolida em 1965. O caso desta casa exemplifica a mudança de tipologia ocorrida na Avenida Dr. Lourenço Peixinho na década de 60, com o PDM de 1964: uma habitação unifamiliar em lote individual com terreno daria lugar, em apenas 16 anos, a um prédio de rendimento de seis pisos.
O PDM de 1964 permitia a ascensão da cércea até ao sétimo piso, com um oitavo recuado na maior parte do arruamento. Nas décadas seguintes, particularmente a partir dos anos 70, banalizaram-se estas construções em altura, permitindo uma acentuada especulação imobiliária. Estas edificações foram construídas por todos os troços da avenida, por vezes isoladamente. Consequentemente, assiste-se atualmente a uma grande variação de cérceas, o que, em conjunto com as variações formais e tipológicas e a degradação de algum do seu património edificado, contribuíram ao longo do tempo para a descaracterização da avenida. Em termos urbanos, têm sido executadas progressivas alterações da placa central, alterando a configuração da avenida. As formas de intervenção na placa central denotam a sua desvalorização, tal como era patente no Anteplano de 1948:
(…) a sua perspectiva seja tão altamente prejudicada pela existência de uma larga placa central arborizada. A avenida Dr. Lourenço peixinho tem sido um eixo centralizador e dinamizador da cidade de Aveiro; Entre os seus arruamentos mais modernos, além da Avenida Araújo e Silva,(…) aquêle que de longe se destaca e merece referencia especial, pela sua largura e extensão, como pelo esforço que para a cidade representa a sua realização, é a Avenida Dr. Lourenço Peixinho. A artéria ligando o centro antigo da Cidade com a estação de caminho de ferro,(…) julga-se oportuno como o eixo principal do novo aglomerado.
—Anteplano de Urbanização da Cidade de Aveiro, 1948.

A avenida atraía grande densidade de movimento e de pessoas. Com o aumento da quantidade de automóveis, tornou-se um eixo de circulação importante no trânsito viário urbano. Recentes alterações no topo Nascente, com a construção de um túnel sob a linha de caminho-de-ferro, mudaram fortemente a circulação e vivência nessa zona da avenida.

### Segunda metade do século XX
Ao longo dos anos, as características próprias da Avenida do Dr. Lourenço Peixinho foram-se alterando. A densificação deste espaço, iniciada nos anos 60, por construção de prédios de elevada cércea, ocupando a totalidade dos lotes, continuaria nos anos seguintes, até à atualidade. Alguns edifícios dos primórdios da avenida foram sacrificados durante este processo, num desenrolar idêntico ao de muitas artérias com as mesmas características no país. Por um lado, o crescimento económico verificado a partir de finais dos anos 70 intensificaria a vida comercial, administrativa e de serviços, por outro, a valorização do preço do solo daria azo a operações especulativas que resultavam na terceirização destas artérias. Assim, deixaram de ser predominantemente espaços de residências e converteram-se em importantes pólos de atividades comerciais e de trabalho em geral. 

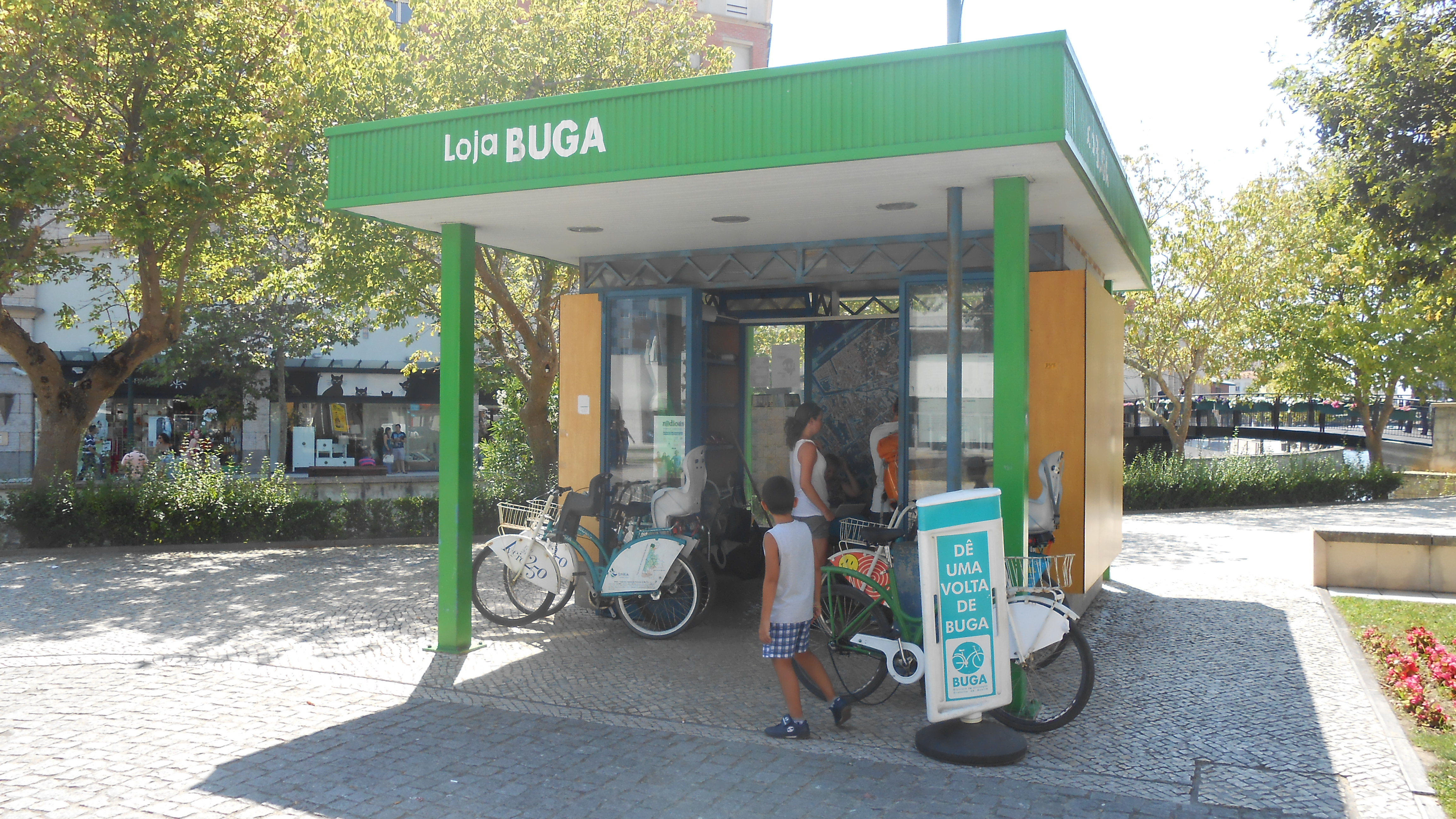
Uma das lojas BUGA, localizada à entrada do Fórum Aveiro.

Em relação ao espaço público da avenida, verifica-se atualmente que a placa separadora central perdeu o seu valor como espaço social, privilegiado para uso pedonal, pela crescente importância de outros usos e outras prioridades para a cidade: numa primeira fase, cedeu terreno à circulação automóvel que, quebrando a sua continuidade, a interrompia por setores, a fim de permitir o trânsito em direção às ruas transversais; numa segunda fase, em 1999, foram significativas as alterações, para a sua conversão em Pista de Ciclistas, inseridas no projeto BUGA (Bicicletas de Utilização Gratuita de Aveiro), iniciativa pioneira em Portugal iniciada em outubro desse ano, mas cujos resultados não foram os esperados.
A partir dos anos 80, a euforia e crescimento causados pelo bom momento económico do país e ainda sob a liberdade da Revolução de 25 de abril, proporcionaram uma maior abertura no que diz respeito às características dos edifícios a construir nesta artéria. Grande parte dos edifícios destinava-se a escritórios, pelo que, seguindo a corrente da época, optava-se, em geral, pela utilização abundante de vidro na fachada. Tratava-se de prédios que pretendiam trazer à avenida um ar de modernidade cosmopolita que iria contrastar com o carácter burguês dos edifícios mais antigos.
Nestes anos apareceram os primeiros os centros comerciais, o Oita e o 2002. Posteriormente, surgiram nesta artéria o Centro Avenida e, para além deste, mais dois espaços comerciais menores: o Edifício Centro Avenida e o Multicentro Avenida. Nestes dois, tratava-se mais de galeria comercial, pois apenas ao nível térreo era ocupado por comércio, embora seja criada uma diferença de cotas para melhor aproveitamento da acessibilidade à rua. Tanto no Centro Comercial Oita como no Centro Comercial 2002, a sua grande mais valia era a sala de cinema, que lhes permitiu tornarem-se pontos de referência na cidade.
Mais tarde, a abertura de novas grandes zonas comerciais e de lazer em Aveiro (Fórum Aveiro, junto à avenida, e Centro Comercial Glicínias), veio impor um progressivo abandono e decadência dos espaços anteriores. Tornaram-se lugares obsoletos e as suas salas de cinema foram, entretanto, fechadas. Nos últimos anos, verificou-se uma progressiva perda de importância da avenida como zona comercial, devido em grande parte ao aparecimento das novas superfícies. No entanto, o seu lugar de importância permaneceu em alguns setores de serviços e escritórios. O expansionismo bancário revelou-se um fenómeno bem marcado nesta artéria, com diversas entidades a ocuparem espaços comerciais onde anteriormente se situavam cafés, restaurantes ou lojas.

### Século XXI

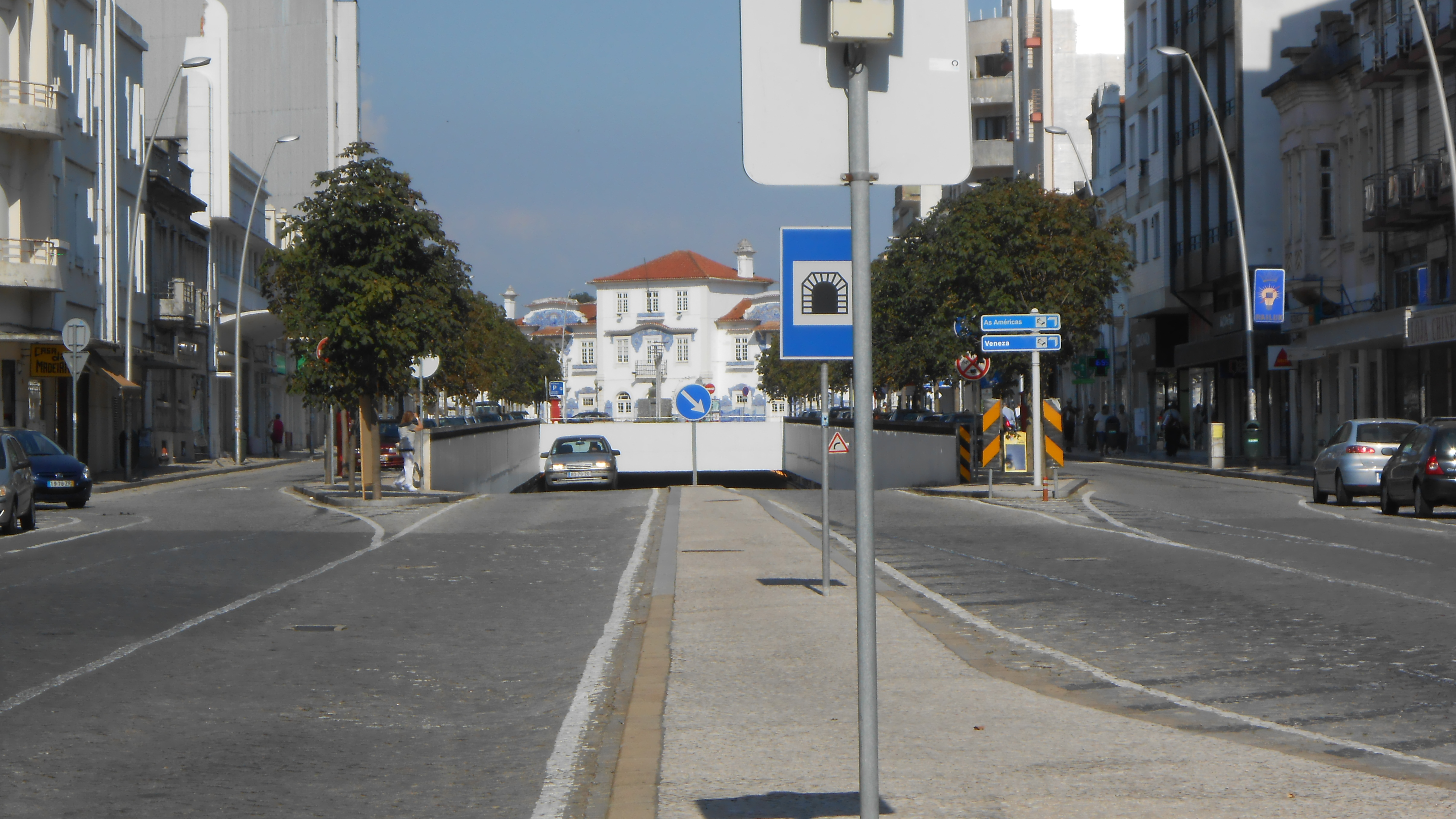
Entrada do túnel sob a estação ferroviária, no topo nascente da avenida.

Em 2006 foi construída a nova Estação de Caminho-de-Ferro, projetada pelo arquiteto João Lúcio Lopes. Encarada com duas frentes, em conjunto com o plano a nascente da avenida, esta infraestrutura mostra uma intenção de desenvolvimento e expansão para o outro lado da linha ferroviária, superando o limite físico à expansão da cidade provocado pela linha do Norte, que cria uma rutura a Este, constituída por vazios urbanos. Ao longo do tempo, foi-se tentando integrar esta estrutura ferroviária, criando-se passagens desniveladas. No entanto, o túnel construído no topo da avenida é unicamente rodoviário, obrigando os peões a usarem a nova estação (um edifício de utilização pública que se desenvolve subterraneamente e em duas frentes) para transporem a linha. Contrariamente ao que foi anteriormente proposto e realizado, o túnel permitiu o desaguamento direto na avenida do trânsito viário oriundo do outro lado da linha, quebrando ainda mais o conceito da placa central e de passeio público.
A partir do início da década de 10, em resultado também da decadência do comércio tradicional, verificou-se um exponencial crescimento do número de pequenas/médias lojas utilitárias de produtos de baixo valor, num processo idêntico ao de vários outros locais do país. Em termos comerciais, verificou-se mesmo uma inversão das características da avenida. Esta deixou de ser espaço privilegiado para o comércio de exceção e passou a albergar também outros tipos de exploração menos característicos. Enquanto que o comércio de exceção ainda se situa predominantemente na parte poente da avenida (que, pela proximidade ao centro, foi sempre mais prestigiada), os estes novos espaços comerciais têm-se vindo a localizar, sobretudo, na parte nascente da avenida, onde o abandono e declínio das atividades económicas era mais visível. O declínio era observável também no estado de preservação dos edifícios, já que este depende em muito da capacidade destes gerarem riqueza. Era notório o número de anúncios para venda, em geral em prédios devolutos em alto grau de deterioração. Nos espaços comerciais verificava-se o mesmo, isto é, diversos anúncios para venda, trespasse e aluguer, mesmo em construções recentes.

### Requalificação

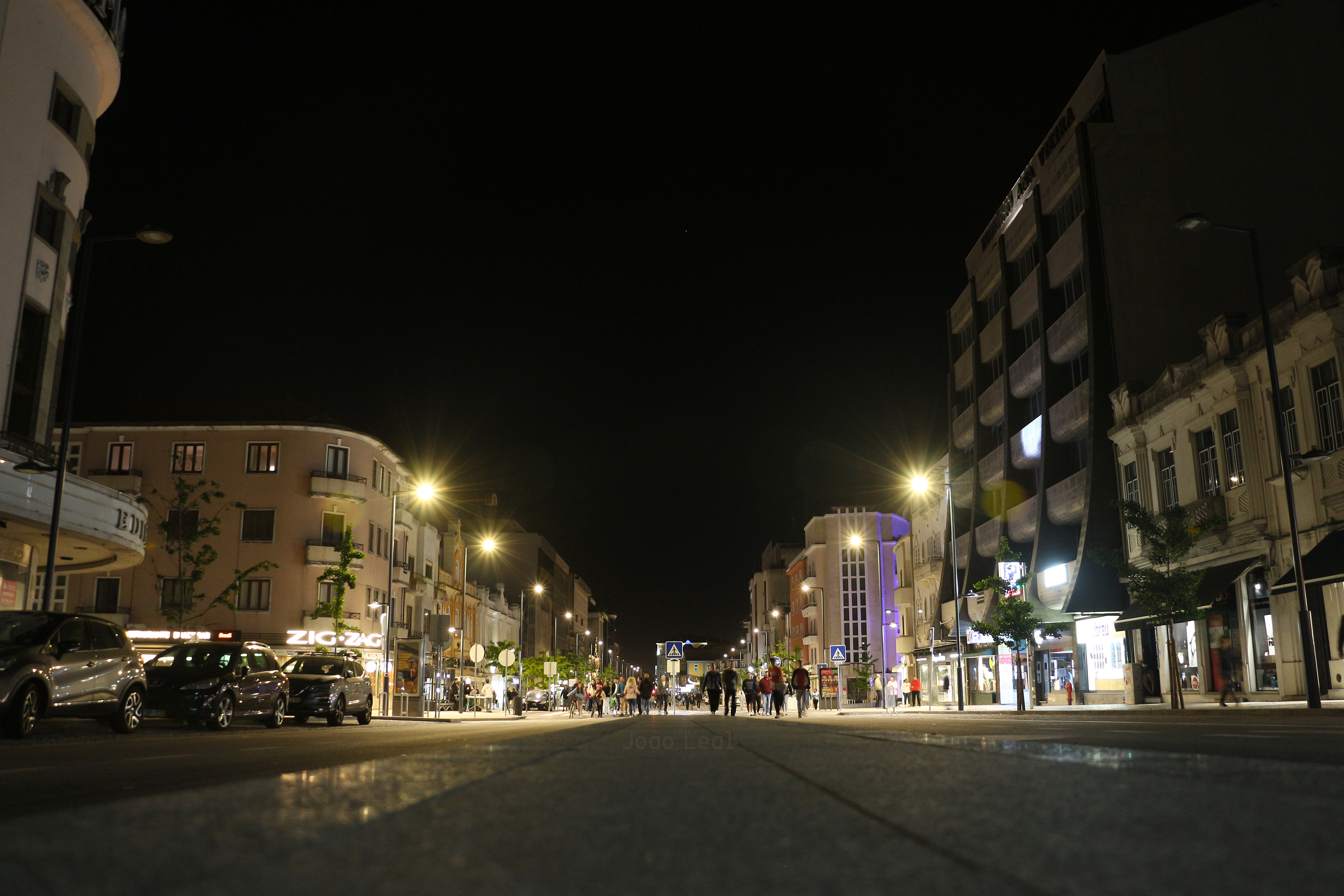
A avenida em 13 de maio de 2023, na noite da sua re-inauguração.

O vertiginoso aumento do turismo em Portugal e, em particular, em Aveiro, a partir da segunda metade da década de 2010, devolveu à avenida um renovado interesse turístico. Com a chegada de milhares de turistas (muitos deles, através da estação ferroviária), a Avenida do Dr. Lourenço Peixinho voltou a constituir a principal "porta de entrada" da cidade, tal como originalmente planeada, o que se traduziu num novo investimento nos edifícios e equipamentos nela inseridos.
Este renovado interesse na zona da avenida repercutiu-se nos edifícios nela existentes, muitos deles, gradualmente reabilitados e convertidos para comércio. Alguns serviços tradicionalmente localizados nesta zona foram igualmente convertidos para uma vertente mais comercial e turística. É exemplo disto o encerramento do último cinema próximo à avenida (Fórum Aveiro), em 2018, e posterior conversão numa grande superfície de comércio de produtos eletrónicos (Fnac).
Balanceados igualmente pelo aumento e aposta no turismo da região, em 2019 foram anunciados três novos hotéis na avenida ou próximos a esta: o apart-hotel Avenida 60 (resultante da reabilitação de um antigo prédio com escritórios), edifício Cinco Avenida e a conversão do antigo edifício do Banco de Portugal num hotel de cinco estrelas.
Estes fatores aceleraram o processo de planeamento das obras de requalificação da avenida, equacionadas há vários anos e apresentadas oficialmente pela Câmara Municipal de Aveiro em 2016, na forma do Plano Estratégico de Desenvolvimento Urbano da Cidade de Aveiro (PEDUCA).

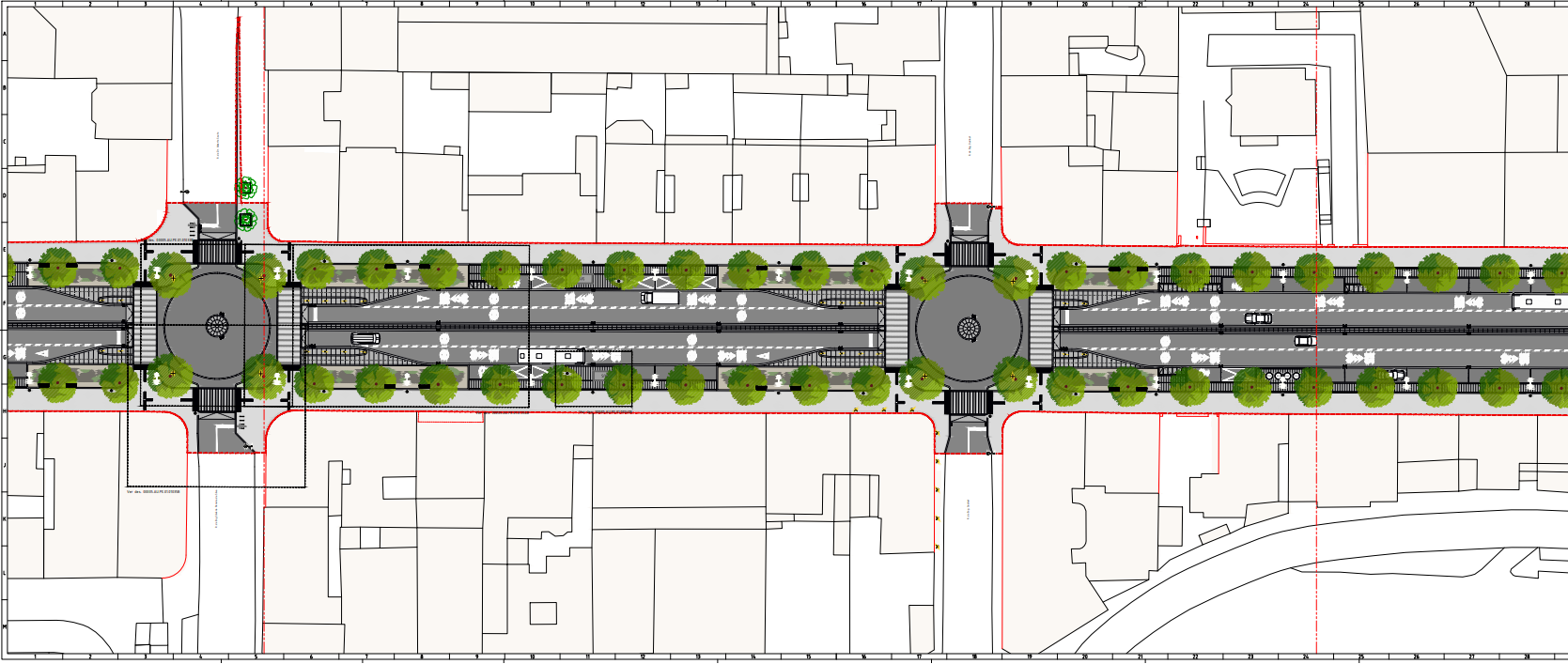
Pormenor de uma parte do projeto de requalificação da avenida, a executar durante os anos de 2020/2021.

O PEDUCA desdobrava-se em três sub-planos, desenvolvidos de forma articulada e integrada:
- Plano de Ação para a Regeneração Urbana (PARU), que consistia na implementação de operações destinadas a melhorar o ambiente urbano, a garantir a coesão social e a reforçar e valorizar as características diferenciadoras de Aveiro;
- Plano de Mobilidade Urbana Sustentável (PMUS), que se baseava na execução de operações que valorizassem os modos suaves e promovessem a intermodalidade entre modos de transporte;
- Plano de Ação Integrado para as Comunidades Desfavorecidas (PAICD), que se traduzia na promoção da regeneração física, económica e social, e na melhoria da integração das comunidades que viviam em bairros sociais em zonas urbanas.

O PEDUCA previa mudanças significativas no traçado tradicional da avenida, das quais se destacavam:
- Eliminação do passeio central (presente desde o projeto inicial, embora com várias alterações);
- Aumento dos passeios laterais, dos atuais 2,5 a 3 metros de largura para 9,5 metros;
- Eliminação das árvores existentes na placa central, e plantação/transplantação de novas nos passeios laterais;
- Reformulação das faixas rodoviárias (duas para cada sentido, sendo uma delas destinada exclusivamente a transportes públicos e bicicletas);
- Redução do número de lugares de estacionamento de viaturas, de 280 para 80;
- Eliminação dos vários semáforos existentes na avenida, através da criação de rotundas;
- Criação de uma "Praça dos Arcos", no perímetro compreendido entre o edifício do antigo Banco de Portugal, a Biblioteca Municipal e o edifício da antiga Capitania do Porto de Aveiro.

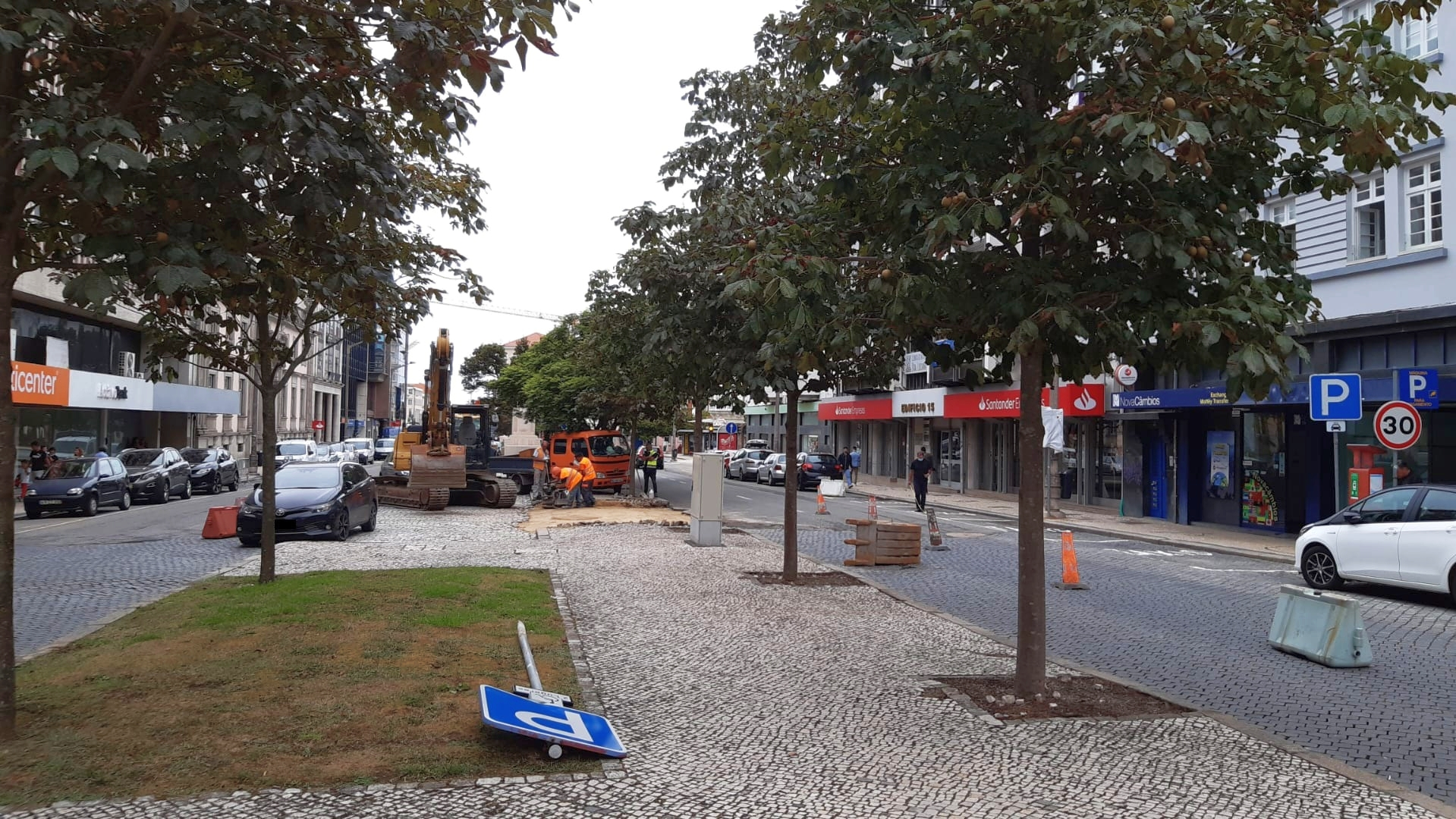
Início das obras de requalificação, em agosto de 2020.

Com este projeto, a Câmara Municipal de Aveiro procurava cumprir oito princípios fundamentais:
- Dignificar o carácter urbano;
- Diminuir os pontos de conflito;
- Aumentar o espaço dedicado aos peões, modos suaves e transporte público;
- Diminuir o carácter viário da avenida, devolvendo o carácter inicial de boulevard;
- Melhorar as condições de circulação e de paragem dos transportes públicos;
- Melhorar as condições de permeabilidade transversal, privilegiando a mobilidade suave;
- Qualificar e introduzir elementos vegetais definindo eixos arbóreos, com as espécies adequadas;
- Considerar soluções que reduzam os níveis de ruído.

Em outubro de 2019, o projeto de requalificação da avenida (orçamentado em 4,5 milhões de euros) foi aprovado, arrancando as obras a 17 de agosto de 2020 prevendo-se originalmente a sua execução até setembro de 2021. No entanto, vários atrasos na obra levaram a que, em janeiro de 2022, menos de 50 por cento da obra estivesse concluída.
Durante os trabalhos de relocalização do Monumento aos Mortos da Grande Guerra, do local original para o cruzamento da Avenida com a Rua Conselheiro Luís Magalhães, foi descoberto no seu interior um documento datado de 11 de agosto de 1933, que mencionava  pretender honrar "os filhos deste Concelho que foram mortos no campo de batalha da Grande Guerra – 1914-1918, honrando a pátria". O documento, assinado por Lourenço Peixinho, foi encontrado por acaso, uma vez que não existe nenhum exemplar conhecido do projeto original do Monumento.
A requalificação da avenida foi concluída em 2023, tendo sido inaugurada a 13 de maio do mesmo ano.

## Arquitetura

### Década de 1920

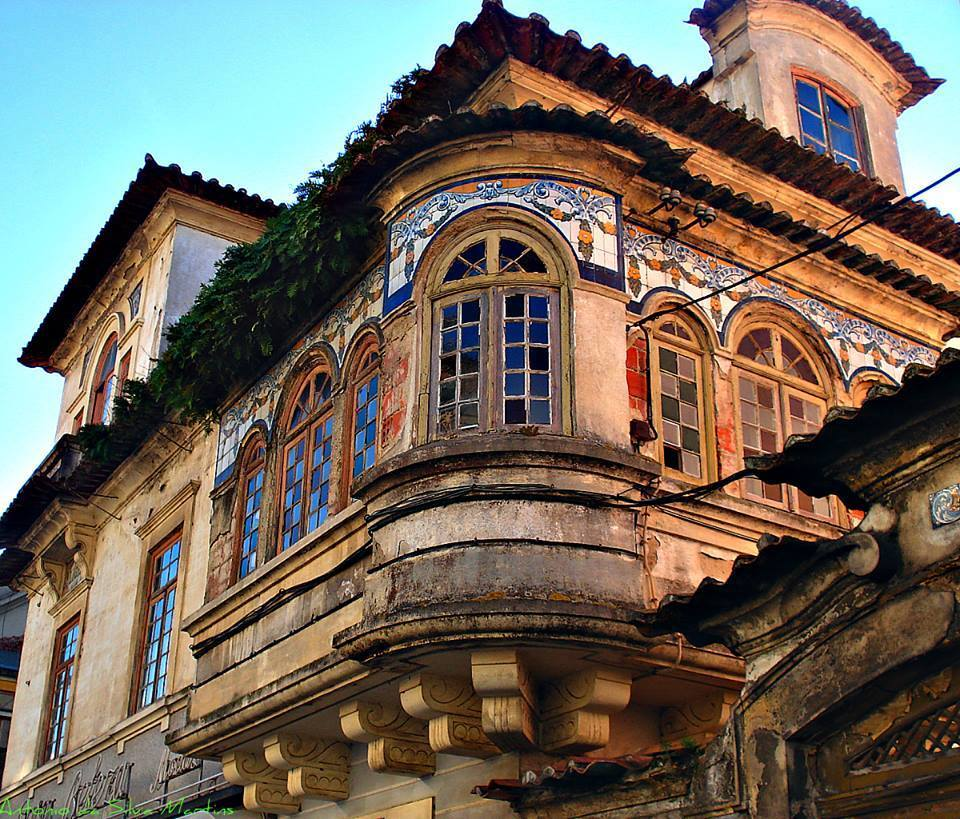
A Vivenda Lígia, construída em 1923, era considerada o edifício mais antigo na avenida, até à sua demolição, em 2023.

O primeiro projeto de construção na avenida entrou na Câmara Municipal de Aveiro em 1920 e correspondia a um edifício de habitação de João da Maia de Fonseca e Silva. A 21 de Abril de 1921, deu entrada um requerimento de Artur Trindade para a construção da sua habitação na "Nova Avenida", da autoria do arquiteto Francisco Augusto da Silva Rocha. Estas duas habitações já não existem, tendo sido entretanto demolidas. Ambas eram vivendas de habitação unifamiliar, com dois pisos e um pequeno sótão.
Em 1923, António Simões Cruz mandou edificar uma habitação da autoria do mesmo arquiteto (Francisco Rocha), que seguia a tipologia das anteriores. Este edifício era conhecido como Vivenda Lígia (por conter um pequeno painel de azulejos com esse nome) e era considerado o mais antigo desta avenida. No final de 2021, iniciou obras de requalificação para empreendimento de luxo, tendo sido no entanto demolido pela promotora imobiliária, em julho de 2023.
No mesmo ano, foi projetado o edifício Manuel Maria Moreira, localizado no gaveto entre a avenida e a rua Engenheiro Oudinot. Da autoria de Jaime Inácio dos Santos, é marcado por um torreão cilíndrico no gaveto, com elementos clássicos, nomeadamente a cantaria, a platibanda, o frontão, como também tem elementos mais tradicionais, como a cornija em reboco e o friso das telhas. Ainda que seja evidente a sua filiação nos movimentos Arte Nova e Art Déco da região, o projeto revela essencialmente o ecletismo característico de muitos imóveis deste arquiteto, responsável pelas obras públicas de Aveiro e autor de um conjunto de construções que se destacam tanto pelas estruturas como pela ornamentação, sobretudo no que respeita ao uso do azulejo policromo nas fachadas, e que contribuíram para destacar a cidade no panorama da arquitetura portuguesa pré-modernista. Sobressaindo no conjunto das edificações vizinhas pelas suas dimensões imponentes, o edifício caracteriza-se pelo equilíbrio formal, pela elegância no tratamento das fachadas e pela diversidade dos estilos aplicados, nomeadamente, os apontamentos neoclássicos. Este edifício está classificado como Monumento de Interesse Público e ainda é utilizado, sendo atualmente composto por piso térreo comercial e primeiro piso e sótão habitacional.

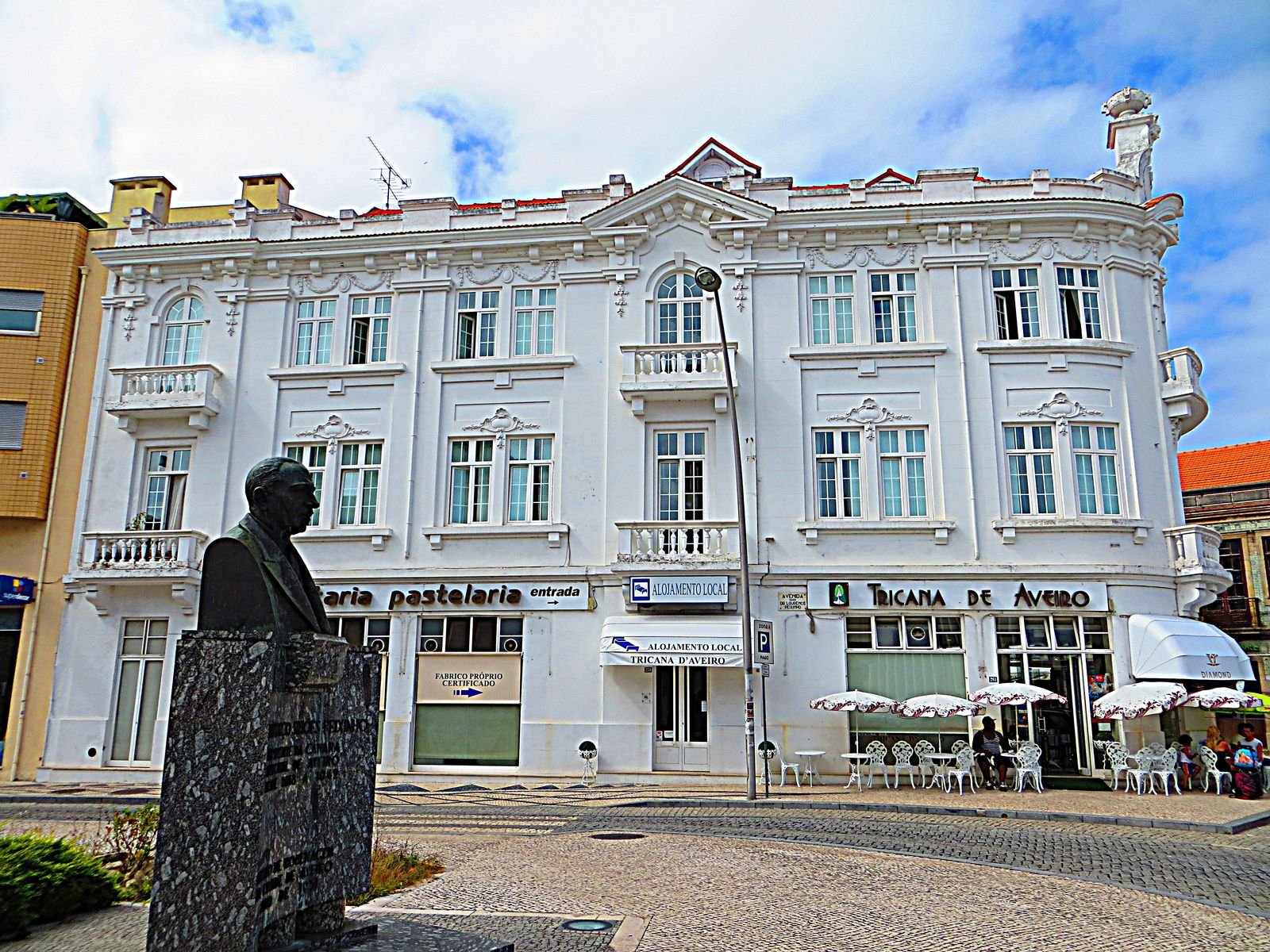
Fachada da Pensão Avenida. Em frente desta, o busto em homenagem a Lourenço Peixinho.

A Pensão Avenida, cujo primeiro projeto data de 1924, desempenhou um importante papel na consolidação da Avenida do Dr. Lourenço Peixinho, por ser uma das primeiras edificações a integrar a nova artéria na estrutura antiga da cidade. Trata-se de um edifício que faz a articulação em gaveto com a Rua Almirante Cândido dos Reis, por onde se fazia anteriormente o acesso à estação ferroviária. À sua localização privilegiada, próxima da estação e com imensa visibilidade a partir dela, está associada a sua função, pela oferta que esta situação propiciava. O edifício, sobretudo através do gaveto, apresenta-se quase como a “cara” da avenida e de Aveiro, quando se chega à cidade por comboio. O desenho do alçado para a avenida apresenta total simetria, a partir de um eixo central onde se situa a entrada para a pensão. Esse eixo é assinalado ainda por duas janelas de sacada e pelo frontão que encima a composição. Estilisticamente, o edifício refere-se ao academismo francês pela sua decoração profusa e de cariz clássico. O desenho é requintado, embora algo ultrapassado para a época. Ao contrário de outros edifícios em mesma situação urbana, o tratamento decorativo dos alçados para as duas ruas é o mesmo. A decoração concentra-se em torno das aberturas, sendo notória a preocupação no tratamento das do gaveto. O edifício possui ainda uma platibanda trabalhada, apenas interrompida pelos frontões de marcação da entrada e do gaveto, e rematada a poente, em ambos os alçados, com um tramo diferente onde se destacam, novamente, duas janelas de sacada. Ao longo dos anos o edifício tem mantido, apesar de alterações efetuadas no piso térreo, tanto a sua função como a sua traça original.
A Casa Gervásio Aleluia (1929), da autoria do arquiteto Francisco Rocha, alberga atualmente a pastelaria Selectarte e a sede do PCP de Aveiro. Este prédio de dois pisos é, apesar das modificações no piso térreo, um dos mais bem conservados desta artéria. Embora a sua função seja diferente, o seu carácter de moradia mantém-se. Também ao nível dos materiais houve uma preservação assinalável, pois ao contrário de outros exemplos, não houve deturpação dos princípios construtivos. Foi ao nível do piso inferior que a construção sofreu as maiores alterações, sendo que estas se prendem sobretudo com a introdução de letreiros e afins. As modificações do alçado contemplando uma entrada mais franca para o estabelecimento e a abertura de montras são feitas logo em 1931 e em 1947, respetivamente. Da primeira leitura do edifício ressalta a diferença estilística desta moradia em relação a grande parte das suas congéneres da avenida, num estilo “tradicional português”, longe de uma procura mais urbana de entendimento do espaço que é expressa na época, principalmente, por um importado estilo beaux-arts.

### Década de 1930
A década de 30 caracterizou o modernismo na avenida, com as linguagens Arte Nova e Art déco introduzidas em elementos mais geométricos nas fachadas, aumentado a cércea dos edifícios para três a quatro pisos.
É exemplo deste estilo o edifício Álvaro Dias de Melo, de uso comercial no piso térreo e habitacional no primeiro piso. De notar que a entrada se fazia por um espaço de transição – uma galeria de vidro colorido sobre a porta de entrada. A habitação desenvolvia-se em dois corpos e segundo duas direções: a parte nobre da casa, os quartos e as salas paralelamente à rua, no corpo principal; a cozinha, despensa, e sanitário num pequeno corpo, perpendicular ao outro. A ligação da casa ao terreno, ao quintal, estava garantida, uma vez que este se encontrava quase à mesma cota da Rua do Americano. Relativamente ao alçado, o desenho é apenas mais geometrizado, sendo que os elementos se mantêm: o posicionamento das aberturas, o frontão na marcação do eixo de simetria e a platibanda.

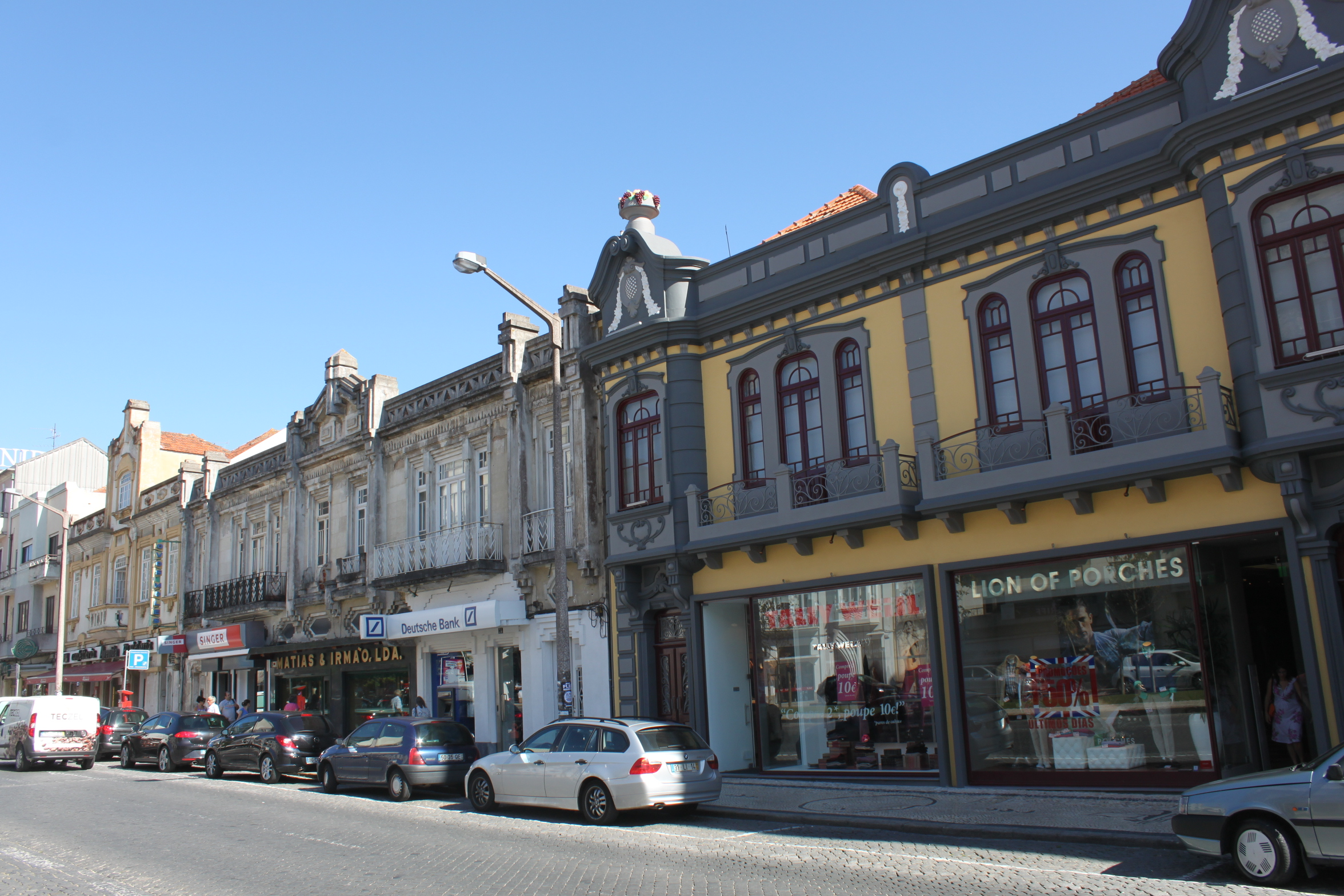
Conjunto dos edifícios Pastelaria Avenida (à esquerda), Ourivesaria Matia (ao centro) e Casa Paris (à direita).

Construídos a partir de em 1932, os edifícios que compõem o Conjunto de Interesse Público Casa Paris, Pastelaria Avenida e Ourivesaria Matias são dos melhores exemplos de arquitetura Art deco e Arte Nova que ainda existem na avenida:
- Casa Paris — Construído entre 1932 e 1933 e de conceção tradicionalmente atribuída arquiteto Francisco Rocha. Embora a autoria deste edifício não seja oficialmente confirmada, esta presunção resulta da sua aproximação à Casa Silva Rocha, desenhada por este arquiteto e situada nos números 12 a 14 da Rua do Carmo.[75] Na Casa Paris, verifica-se como a estrutura, sóbria, recebe uma decoração cuidada, presente nas gradarias em ferro forjado, nas janelas de sacada, ou nas cantarias e aventais dos janelões, com motivos florais encimados por vasos bulbosos. Destacam-se as portas laterais, em cantaria, que parecem suportar os corpos salientes do andar superior. Alberga atualmente dois espaços comerciais (Tally Weijl e Lion of Porches). Contrastando fortemente com o este edifício, os restantes denotam uma decoração de cariz geométrico, de linhas retas e sem muitos pormenores decorativos.[12]
- Pastelaria Avenida (também conhecida como Pastelaria Ramos) — a cornija é interrompida pelo corpo central, mais alto devido à existência de um sótão. Destaca-se, no primeiro piso, uma janela de sacada, com varanda de pedra, e gradaria de decoração geométrica.[12]
- Ourivesaria Matias (também conhecida como edifício Jaime Rodrigues) — Construído em 1933, exibe um corpo central, limitado por pilastras estriadas e salientes. A cornija é decorada com elementos geométricos em forma de V, tal como o gradeamento das janelas de sacada. A sua maior inovação será na interessante decoração da fachada, numa Art Déco bastante trabalhada, apesar da expressão mais ou menos provinciana, ou seja, marcação de vãos, coroamento da cornija, marcação de frisos, marcando elementos de uma forma mais ou menos tradicionalista, à semelhança do Português Suave.[4] Alberga atualmente no piso térreo um centro de reparação Singer, um centro ótico e um estabelecimento bancário.[12]

Em 1937, foi construído o edifício Alfredo Esteves, um dos mais marcantes da avenida, por se localizar num gaveto junto ao monumento ao Soldado Desconhecido. Este edifício é caracterizado por desenhos geométricos de baixo-relevo nas varandas e vãos. O piso térreo foi ocupado pelo uso comercial, onde se instalou em 1943 o Café Avenida (atualmente, alberga uma agência do Novo Banco). Nos restantes pisos, o uso predominante era o habitacional. No piso térreo deste edifício funcionava o Café Trianon, onde se faziam tertúlias. Com as alterações económicas do país, este foi mais um dos espaços comerciais cujo uso foi substituído por uma agência bancária. Trata-se de um edifício modernista, que estava associado ao aspeto de modernidade da avenida, como posteriormente surgiram muitos outros edifícios modernistas.

### Década de 1940
A década de 40 foi marcada pela preocupação estética dos edifícios e do espaço urbano, passando a avenida a ter um carácter de passeio público.

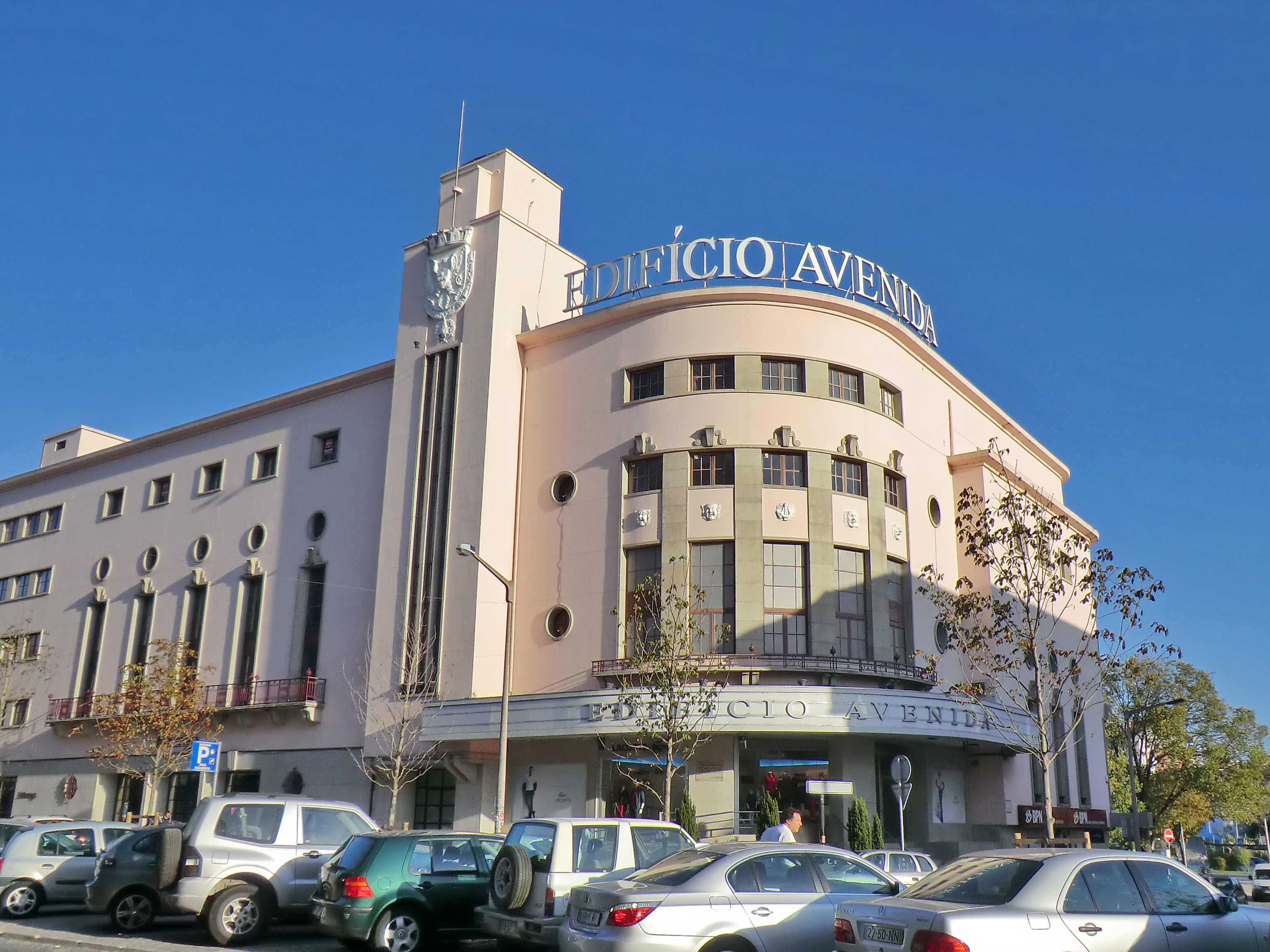
Aspeto atual (2011) do antigo Cine-Teatro Avenida.

O Cine-Teatro Avenida, construído entre 1945 e 1949, da autoria do arquiteto Raúl Rodrigues Lima, foi implantado na avenida, sobre a demolição de outro edifício. Trata-se de um edifício do estilo Português Suave com marcação dos vãos de ritmo simétrico e com volumes horizontais e verticais. A sala de espetáculos tinha capacidade para 1400 espectadores, de acordo com a segunda página do Jornal Semanário O Democrata, de 1949:
"A sala de espectáculos comporta 1400 pessoas que podem distribuir-se pela plateia, primeiro e segundo balcão e quatro camarotes. É toda em linhas modernas de avantajado pé direito, luz indirecta, havendo vários salões entre os quais se distingue o salão de festas no primeiro andar, primorosamente decorado, sobressaindo no meio uma escultura (...) e um lustre e portão monumental onde se pode admirar a feliz combinação da arte de ferro forjado com motivos cerâmicos das Fábricas Aleluia. (...) Há vários bars e numerosos lustros em cristal de fabrico de Alcobaça. As passadeiras e as carpetes são riquíssimas. O mobiliário estufado inexcedível de comodidade. Na sala de espectáculos, sobre o proscénio e nas paredes laterais há trabalhos artísticos do escultor ilhavense Euclides Vaz (...). Noutros pontos do edifício há composições do escultor espanhol Ruano. No exterior nota-se uma composição de arquitectura moderna, mas sem nenhum exagero de cimento armado. (...) Veem-se varandas de ferro, janelas e aberturas circulares, quebrando a monotonia das grandes paredes numa combinação feliz do gosto actual, com recordações dos estilos nacionais (...). O som foi objecto de um projecto especial, a iluminação a tubos de neon e florescentes de belíssimo efeito."

Em 1986, este edifício foi transformado numa sala de exposição de Artes Plásticas, e posteriormente, numa sala de Bingo e num parque temático de diversão infantil. Atualmente, é ocupado por comércio, nos pisos térreos, e pelo Avenida Café Concerto, nos pisos superiores, num regresso à função originalmente projetada.
O edifício José Videira, construído entre 1947 e 1949, da autoria de Alberto Pessoa, foi projetado como um edifício moderno e racional, com desenho cuidado e limpo, mas assumindo e integrando os valores da tradição portuguesa. A tipologia é a mais comum da avenida, ou seja, comércio no piso térreo e habitação nos outros dois pisos, com um fogo em cada um destes. A leitura do edifício pelo exterior era, no entanto, distinta dos outros. Os estabelecimentos eram discretos, não seguindo a tendência da época de serem anunciados por palas. Este edifício foi sujeito já a diversas alterações, sendo as mais evidentes ao nível do piso térreo, com a completa transformação do desenho das aberturas das montras e portas, e a mudança do revestimento que atualmente, até cromaticamente, está desfasado do conjunto. Nos restantes pisos, a alteração prende-se com os caixilhos e com o desaparecimento das portadas que, como foi referido, eram um elemento importante no desenho. Foi também recentemente adicionado um piso adicional, com terraço.

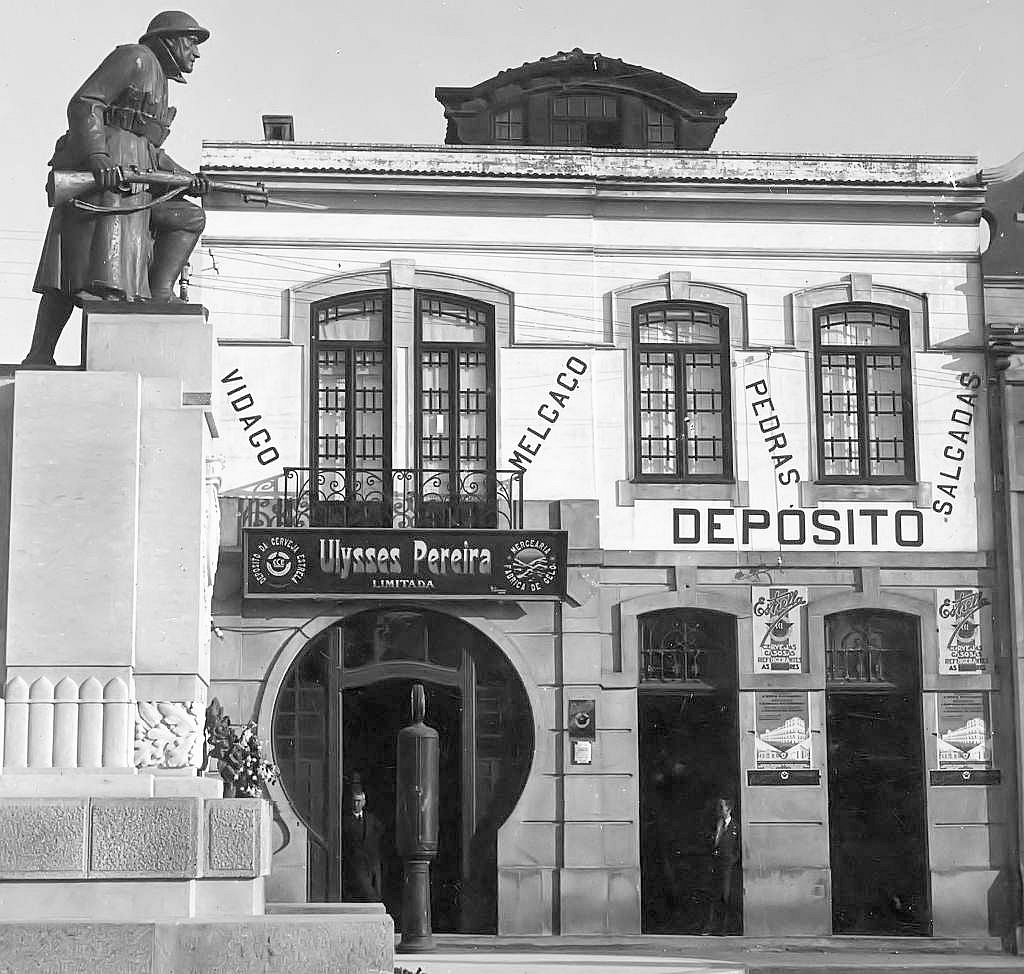
Soldado Desconhecido, em frente ao edifício de Ulisses Pereira, demolido para a construção do Banco de Portugal.

O edifício do Banco de Portugal, construído entre 1947 e 1953 e projetado pelo arquiteto Manuel da Rocha Casquilho, surgiu após a demolição de dois edifícios aquando a abertura da avenida. Num deles estava instalada a sede do Clube Mário Duarte e a Padaria Bijou, no outro, o estabelecimento Ulisses Pereira. Trata-se de um edifício de arquitetura neoclássica, com um grau de monumentalidade expressivo e com caracterização do poder do Estado. O edifício foi usado para a residência de dois gerentes, para arrecadações e para as instalações bancárias. As arrecadações encontravam-se na cave, que se trata do embasamento do edifício. No piso térreo encontravam-se as instalações bancárias, com acesso por uma escada de dois vãos simétricos, de arquitetura bastante elaborada, que dá acesso ao hall do Banco onde nos confrontamos com uma grande abóbada em vidro que transmite luminosidade direta a todo o edifício bancário, porque atravessa o seu pé direito duplo, movendo-nos para uma nobreza de extrema distinção do interior do edifício. As duas habitações encontravam-se no primeiro piso na ala norte e sul e a fachada principal do edifício é composta por esculturas, por um frontão triangular e por um frontão interrompido sobre a porta.
Quando esta agência do Banco de Portugal encerrou, em 1994, passaram a funcionar neste edifício os serviços da Autoridade Tributária de Aveiro. Em 2019, foi anunciado que o mesmo edifício seria brevemente convertido num hotel de cinco estrelas.
Outro importante marco na arquitetura modernista da cidade de Aveiro, e especificamente da avenida, foram as garagens. A concentração deste tipo de edifícios, no espaço da Avenida Dr. Lourenço Peixinho nos anos 40, justificou-se pela sua centralidade e por esta artéria estar associada a uma ideia de modernidade, arquitetónica e urbana, que é relevante neste contexto.
No caso da Garagem Trindade, a passagem para uma arquitetura de pendor moderno deu-se em 1945, com um projeto de ampliação do espaço existente. A Garagem Trindade ocupava dois edifícios do início do século que, embora ligados, possuíam uma arquitetura diferente entre si, um acusando mais a função que o outro e com diferente número de pisos. Coincidindo com o seu aniversário, deu-se a remodelação: pretendia-se que o novo edifício tivesse uma fachada condigna e evidenciadora dos 40 anos de desenvolvimento e progresso desta empresa. A mudança prendia-se, sobretudo, com modificações ao nível da fachada e com a inclusão de novos pisos, criando-se uma nova imagem para o conjunto dentro de uma perspetiva de economia. Este edifício foi, entretanto, demolido.
Em 1948, iniciou-se a construção de uma nova garagem modernista na avenida: a Garagem Central, pela firma Vieira, Tavares e Cª, Lda, que surgia para dar resposta ao incremento da viação em Aveiro. A sua imagem é marcada pela alta torre, que assinalava modernamente a sua presença no espaço da avenida. Este elemento de marcação vertical foi criado num corpo lateral mais elevado disposto assimetricamente em relação ao outro, de carácter mais horizontal. Este corpo, o principal, era bastante simples, com um grande envidraçado. Separava-se do piso térreo e soltava-se do chão por meio de uma pala sobre a zona de entrada. O lettering participava no desenho do alçado. Em termos de organização interior havia a destacar o facto deste edifício tirar partido da diferença de cota das duas ruas pelas quais era servido: a avenida e a Rua Voluntários Guilherme Gomes Fernandes. Foram criadas duas entradas em pavimentos diferentes, ligados por uma rampa interior. Este edifício, tal como o anterior, já não existe.
A Garagem Atlantic, construída em 1948, é o único exemplo de garagem na avenida que resistiu ao passar do tempo, como exemplo de arquitetura modernista. A Garagem tem uma torre que faz a sua marcação vertical e divide o edifício em dois corpos de altura diferente. O piso térreo é separado e marcado por uma pala que o separa do piso superior envidraçado. O nome do edifício faz parte do desenho do alçado e os materiais usados foram o mármore nos socos e o reboco na área do alçado.

### Década de 1950

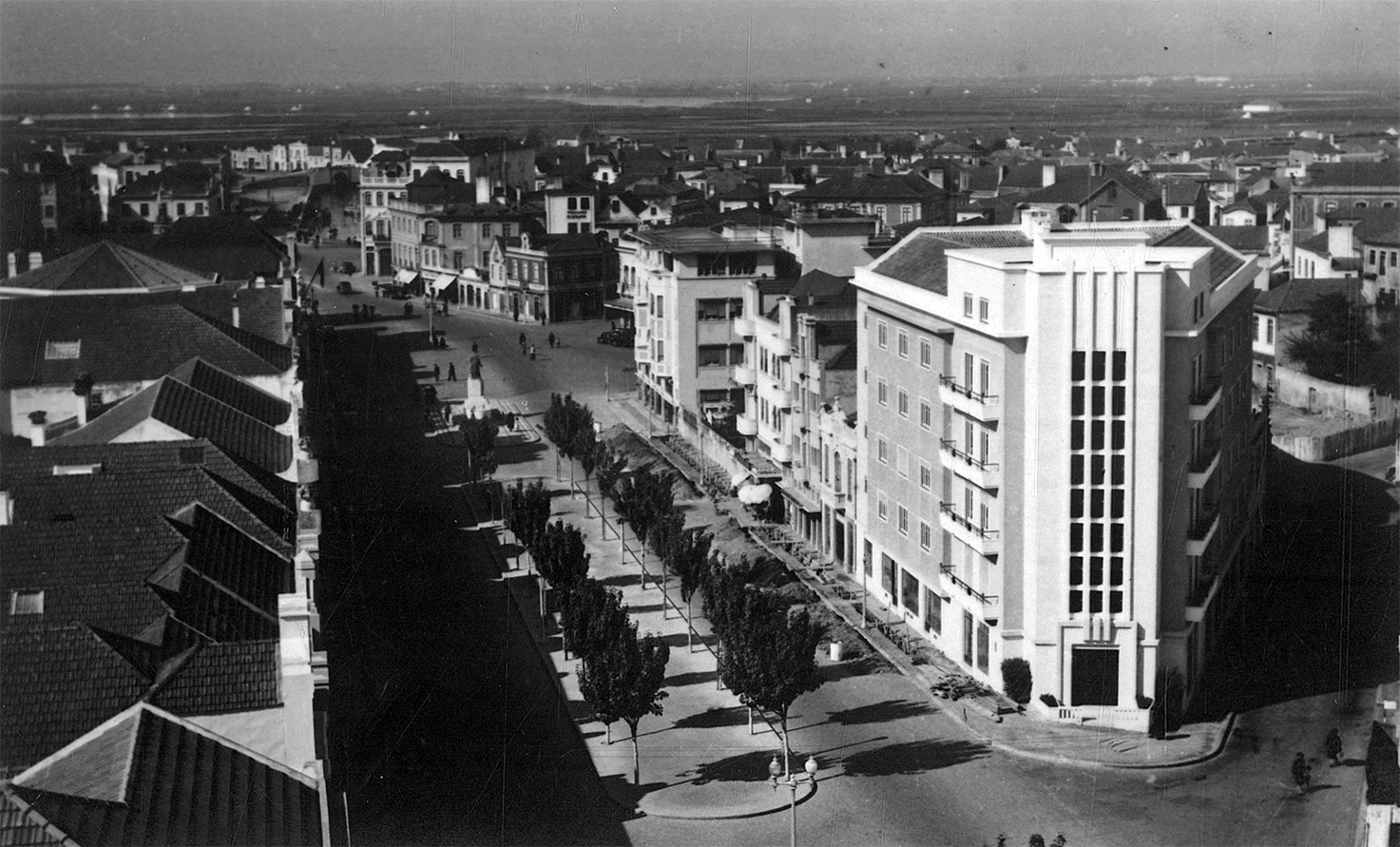
Edifício da Companhia de Seguros Ultramarina, visto do topo do Cine-Teatro Avenida. Neste edifício foi instalado o primeiro elevador de Aveiro.

Entre 1951 e 1952, foi construído o Edifício da Companhia de Seguros Ultramarina, projetado pelo arquiteto Luiz Bevilacqua e situado no gaveto entre a avenida e a rua Agostinho Pinheiro. Tratava-se de um edifício muito moderno, avançado em relação ao que se construía na cidade, que serviria de sede à agência de Aveiro da Companhia de Seguros Ultramarina . A sua inserção urbana era inteligente, tirando partido da localização num gaveto estreito e explorando essa característica, colocando no vértice a entrada e as acessibilidades verticais, escadas e elevador, o primeiro da cidade de Aveiro. O lote é de formato triangular, fazendo frente para a avenida e também para a Rua Agostinho Pinheiro. O edifício ocuparia o exterior do lote, desenhando um saguão na parte central, possibilitando a ventilação e iluminação das cozinhas, corredores e zonas sanitárias. Este edifício revelava dois corpos principais, com fachada para cada um dos arruamentos que limitavam o talhão, e um outro que estabelecia a ligação, onde ainda se situam as zonas de serviço. Projetado com sete pisos, incluindo uma cave destinada a arrecadações, o piso térreo destinava-se a lojas, o primeiro andar para escritórios, os segundo, terceiro e quarto andares para habitações e o quinto para arrecadações e habitação da porteira.
Atualmente, este edifício é ocupado pela Companhia de Seguros Fidelidade, ao nível do solo, e por habitações e serviços nos pisos superiores. A maior parte dos elementos originais mantém-se, incluindo os ornamentos metálicos das varandas e o portão, de ferro, com as iniciais CSU (Companhia de Seguros Ultramarina). O elevador (pioneiro na cidade) foi entretanto substituído, embora se mantenham as grades de proteção metálicas em torno do aparelho atual.
Os edifícios Benjamim Marques da Silva e Manuel Bastos Xavier foram construídos a meio da década, situando-se no extremo nascente da avenida, perto da estação ferroviária. Resultavam de uma proposta conjunta dos proprietários dos dois lotes de terreno, elaborada pelo arquiteto Alfredo Ângelo Magalhães. A especificidade da sua localização, com frentes para três lados (avenida, rua Comandante Rocha Cunha e Largo da Estação), em conjunto com a própria configuração irregular dos lotes, iria condicionar a solução apresentada para o conjunto. Esta seria extremamente compacta, aproveitando na quase totalidade a área disponível do terreno. Tratava-se de um conjunto de imagem e natureza urbana, onde estava expressa uma vontade de fazer cidade, quer pela relação com a rua, quer pelo seu carácter de casa em banda. À modernidade da abordagem ao programa do edifício, correspondia uma linguagem moderna, de acordo com a arquitetura que se praticava nessa época, no resto do país. A riqueza formal do conjunto (ainda existente) advém da própria plasticidade do betão, de jogos plásticos com os materiais, as texturas e sombras, sem descurar o desenho cuidado, racional e rigoroso que se encontra na base.
O edifício Fernando e Manuel Matos Lima foi construído em 1958, segundo projeto do arquiteto Américo Augusto dos Santos Malta. Tratava-se de um edifício de seis pisos, à entrada da rua Alberto Souto, em continuidade com a frente urbana iniciada a poente. Este prédio incluía diversas situações que potenciam o seu vigor plástico. Tal como o edifício da Companhia de Seguros Ultramarina, esta construção situava-se num gaveto, que são habitualmente tratados sempre forma especial nesta avenida, o que lhe conferia algum importância urbanística, e foi projetado de forma a acomodar três funções: comercial, serviços e habitacional. Esta divisão foi realizada através do jogo de volumes, elemento distintivo essencial deste edifício, base da sua arquitetura, sendo definidos vários corpos: no piso térreo, um volume transparente e curvo que, pela sua situação em gaveto, definia a zona comercial e estabelecia a relação com a rua; um elemento, com leitura de uma pala espessa, acompanhava a curva e cobre esta zona, separando-a dos escritórios e formando uma espécie de balcão; a parte habitacional desenvolvia-se com uma volumetria distinta, paralela às ruas, embora afastada da relação com elas. O conjunto era cortado pelo corpo das escadas, que era tratado como um elemento independente, com imensa força volumétrica e plástica, que suavizava a massa do prédio.

### 1960 até atualidade

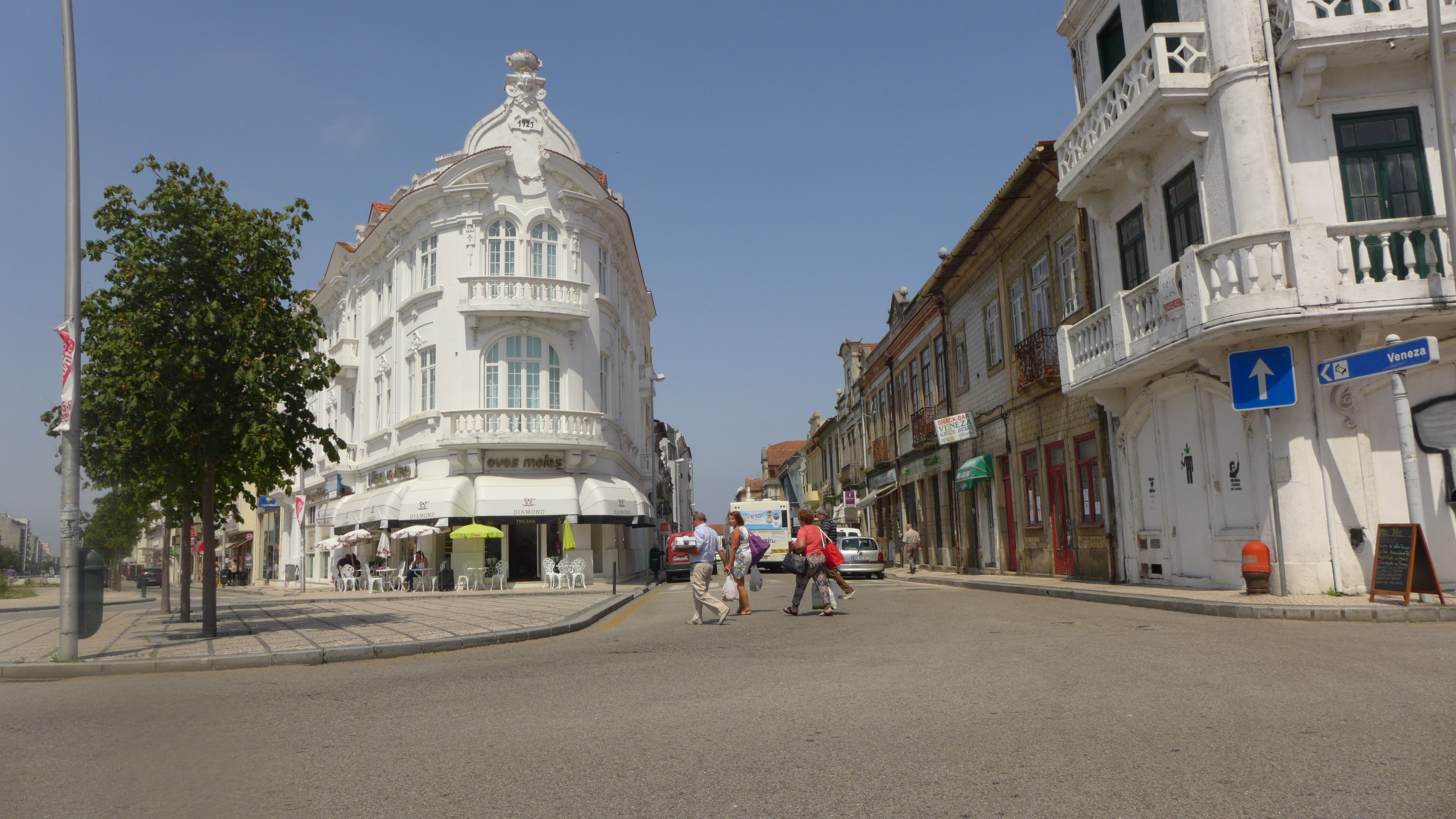
Vista atual do Largo da estação.

A partir da década de 60, ocorreu na avenida uma notória mudança do tipo de edifícios que foram construídos, sendo igualmente demolidas algumas construções anteriores, de modo a fazer cumprir o estipulado no PDM de 1964. Preferencialmente, os novos edifícios deveriam possuir entre quatro a cinco andares.
O edifício Aristides Leite Ferreira, projetado na década anterior (1956) por Moreira da Silva, compreendia um rés-do-chão destinado a estabelecimentos comerciais e quatro andares para habitação. Ao nível do passeio, a parte comercial foi aproveitada de modo a permitir a criação de uma entrada digna e dois estabelecimentos de características distintas: um com dimensões generosas, possibilitando a instalação de um stand de automóveis; e outro para um ramo menos volumoso. As quatro habitações apresentavam plantas iguais, sendo uma delas destinada à habitação do proprietário. A entrada para o edifício era recuada em relação à rua, criando um espaço de transição. No espaço habitacional, foram criadas zonas distintas: a zona de serviço, servida pela fachada posterior; as zonas comuns públicas situavam-se junto à entrada; as zonas privadas eram viradas para a fachada principal. O desenho da fachada principal era assimétrico e bastante racional, e o avanço das varandas em relação ao pano de parede (tanto quanto as palas) criava movimento no alçado e conferia-lhe um carácter bastante moderno.
Em 1969, foi apresentado um novo projeto para alterações neste edifício, ampliando-o em dois andares (um deles, recuado três metros em relação ao alinhamento). Estas alterações surgiram em resposta ao PDM de 1964, que promovia a construção de prédios de sete pisos na avenida.
Este seria o primeiro edifício neste quarteirão a seguir estas premissas, uma vez que ao lado ainda existiam as moradias recuadas em relação à rua. A mudança das características dos restantes lotes deu-se a partir de 1965. A partir deste ano, começou a surgir uma frente urbana de forte presença, cujas características obedeciam às indicações do PDM em termos de cércea e tipo de ocupação, apesar da construção se efetuar antes deste ter sido oficialmente aprovado.
A Casa do Tenente José de Sousa Oliveira foi demolida nesta altura. No seu lugar surgiu um prédio urbano com sete pisos (um deles recuado), que formava conjunto com o prédio situado a poente (edifício João Francisco do Casal). As suas fachadas eram coordenadas e a sua marca mais distinta é o pórtico do piso térreo. Esta solução foi ao início indeferida, mas, com uma alteração do módulo de forma a se tornar regular, acabou por se realizar. Entretanto, pelo parecer, percebe-se que a solução de pórtico chegou a ser cogitada para o plano da avenida, mas teve de ser abandonada por não ser possível assegurar essa continuidade ao longo dela, pelo compromisso com os prédios importantes já existentes.
Paralelamente às orientações do PDM, verificava-se igualmente uma grande preocupação da Câmara Municipal de Aveiro relativamente ao desenho dos alçados, para que se obtivesse uma imagem de conjunto com os edifícios vizinhos, nomeadamente, ao nível da altura dos telhados e cumeeiras.
A densificação urbana da avenida, iniciada na década de 60, continuou nos anos seguintes, até à atualidade. Alguns dos edifícios originais da avenida foram sacrificados durante este processo, num desenrolar idêntico ao de muitas artérias com as mesmas características no país. Por um lado, o crescimento económico verificado a partir de finais da década de 70 intensificou a vida comercial, administrativa e de serviços. Por outro, a valorização do preço do solo deu azo a operações especulativas que resultaram na terceirização destas artérias. Assim, deixaram de ser predominantemente espaços de residências e converteram-se em importantes pólos de atividades comerciais e de trabalho em geral.

## Pontos de interesse

### Monumentos
- Edifício Manuel Maria Moreira, 1923 —  Monumento de Interesse Público (2013);[72][73]
- Monumento aos Mortos da Grande Guerra (também conhecido como Soldado Desconhecido), 1934;[27][84]
- Busto em homenagem a Lourenço Simões Peixinho, 1952.

### Arquitetura
- Capitania do Porto de Aveiro (atual sede da Assembleia Municipal de Aveiro) —  Imóvel de Interesse Público;[10][11]
- Conjunto dos imóveis Casa Paris, Pastelaria Avenida e Ourivesaria Matias, c.1933; —  Imóvel de Interesse Público (2003);[85][86]
- Edifício da Família Candal;[87]
- Edifício Avenida (antigo Cine-Teatro Avenida), 1949;[76]
- Edifício da Companhia de Seguros Ultramarina, 1952;
- Banco de Portugal, 1953;

### Comércio e serviços
- Estação ferroviária, 1864;[88]
- Biblioteca Municipal;[89]

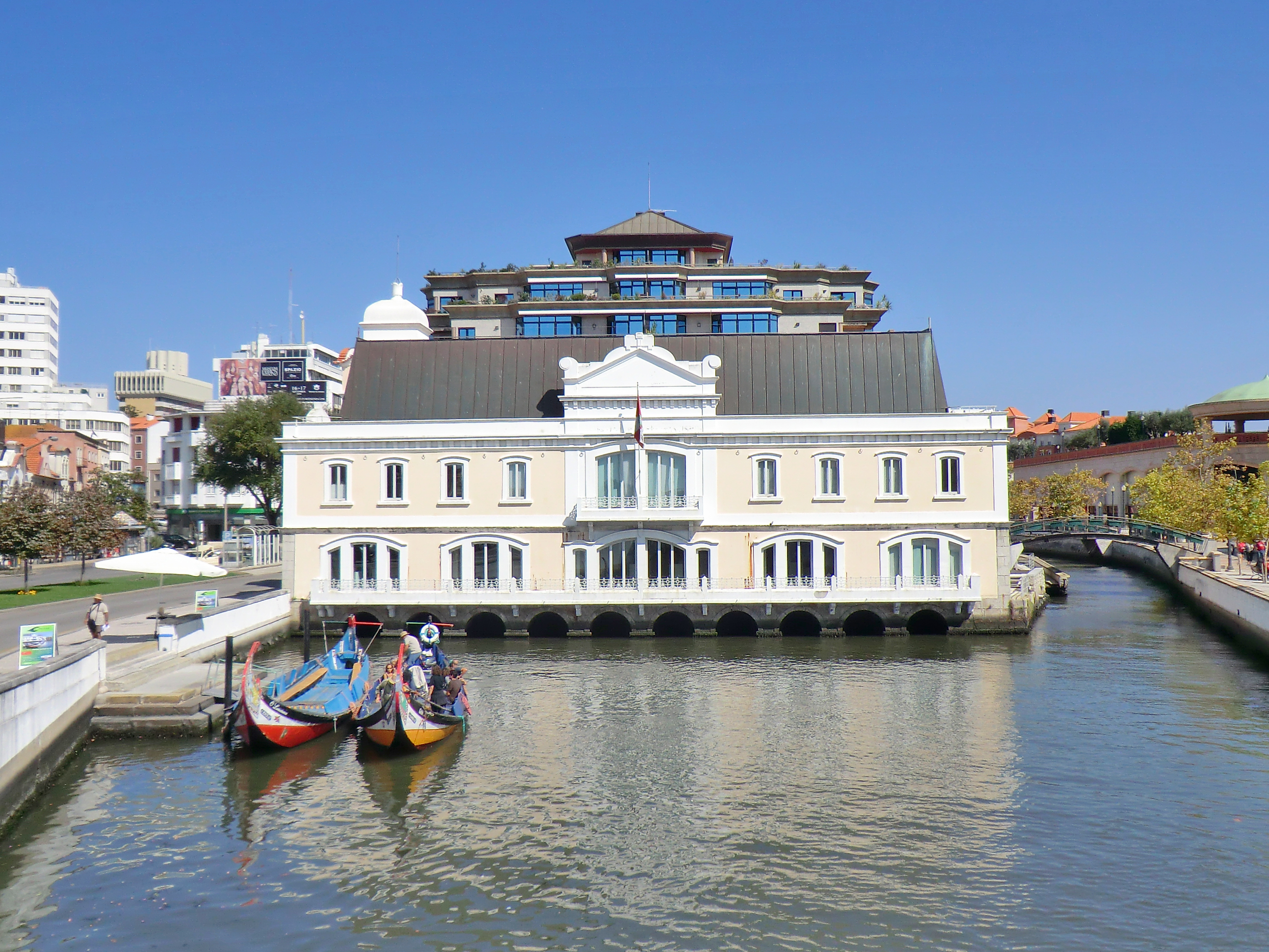
Antiga capitania do Porto de Aveiro, na extremidade poente da avenida. É também visível um moliceiro, no Canal do Cojo.
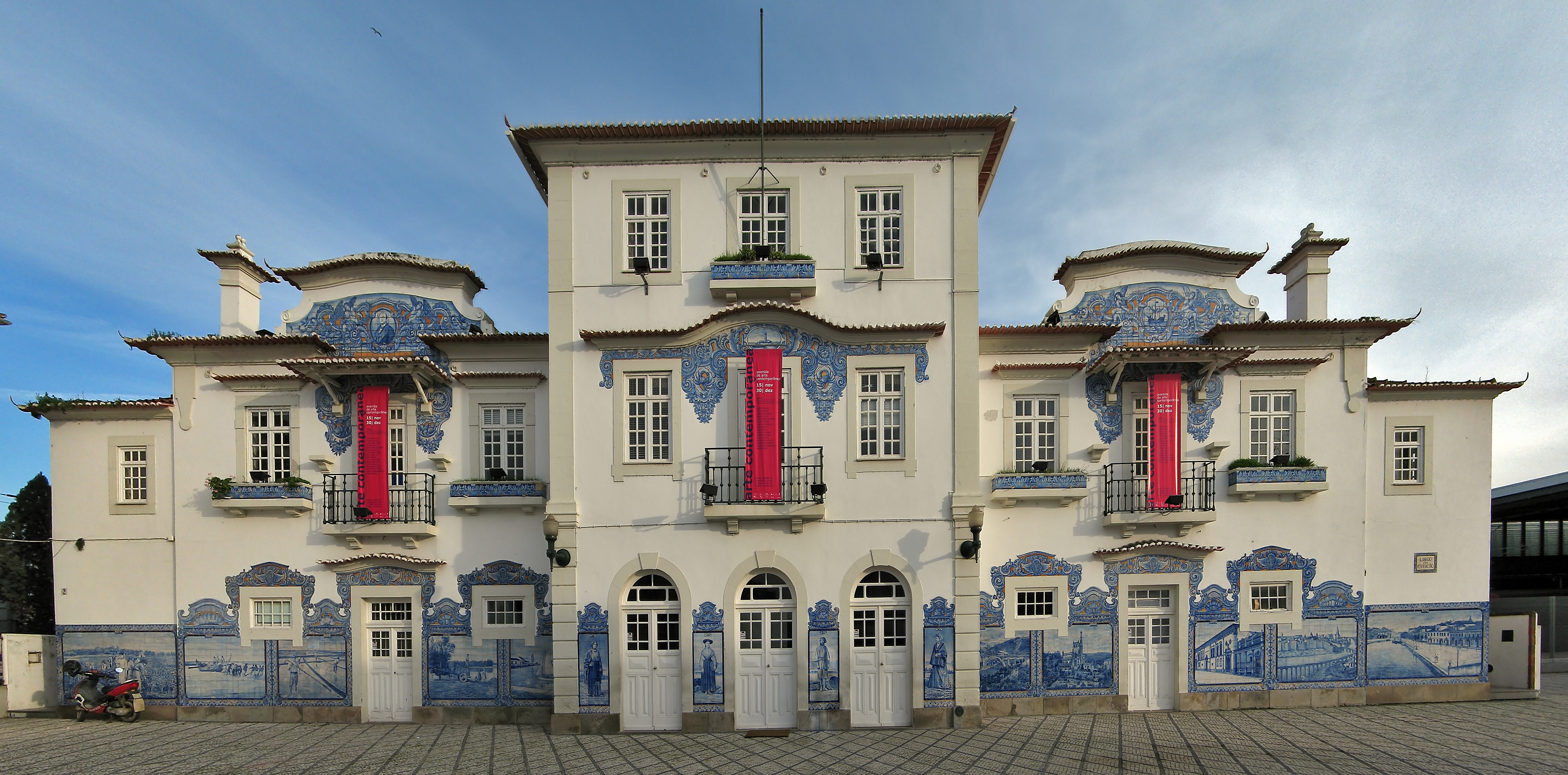
Antiga estação ferroviária de Aveiro, à esquerda da atual.
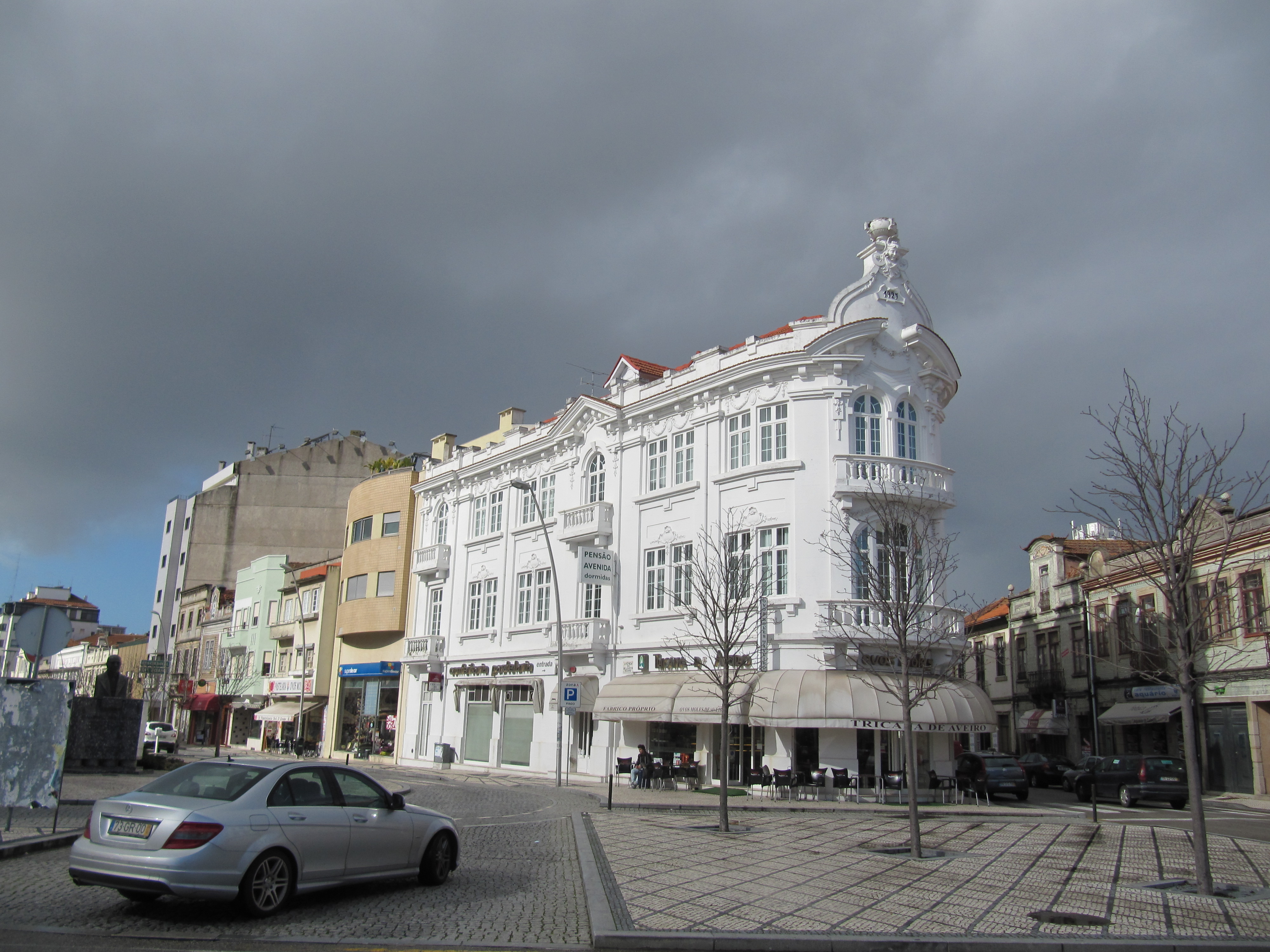
Edifício da Pensão Avenida.
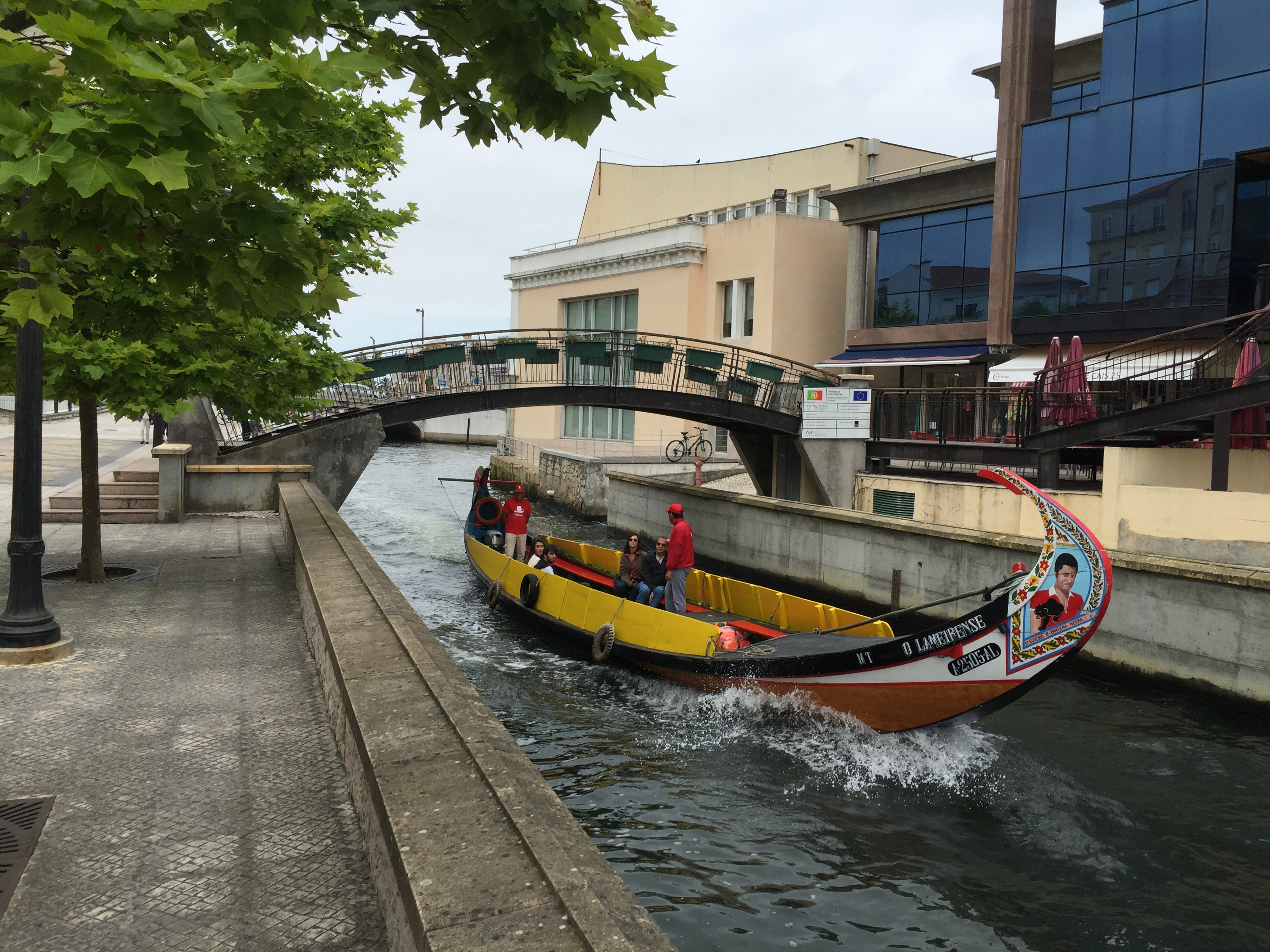
Cais do Cojo, no canal com o mesmo nome, paralelo à avenida.
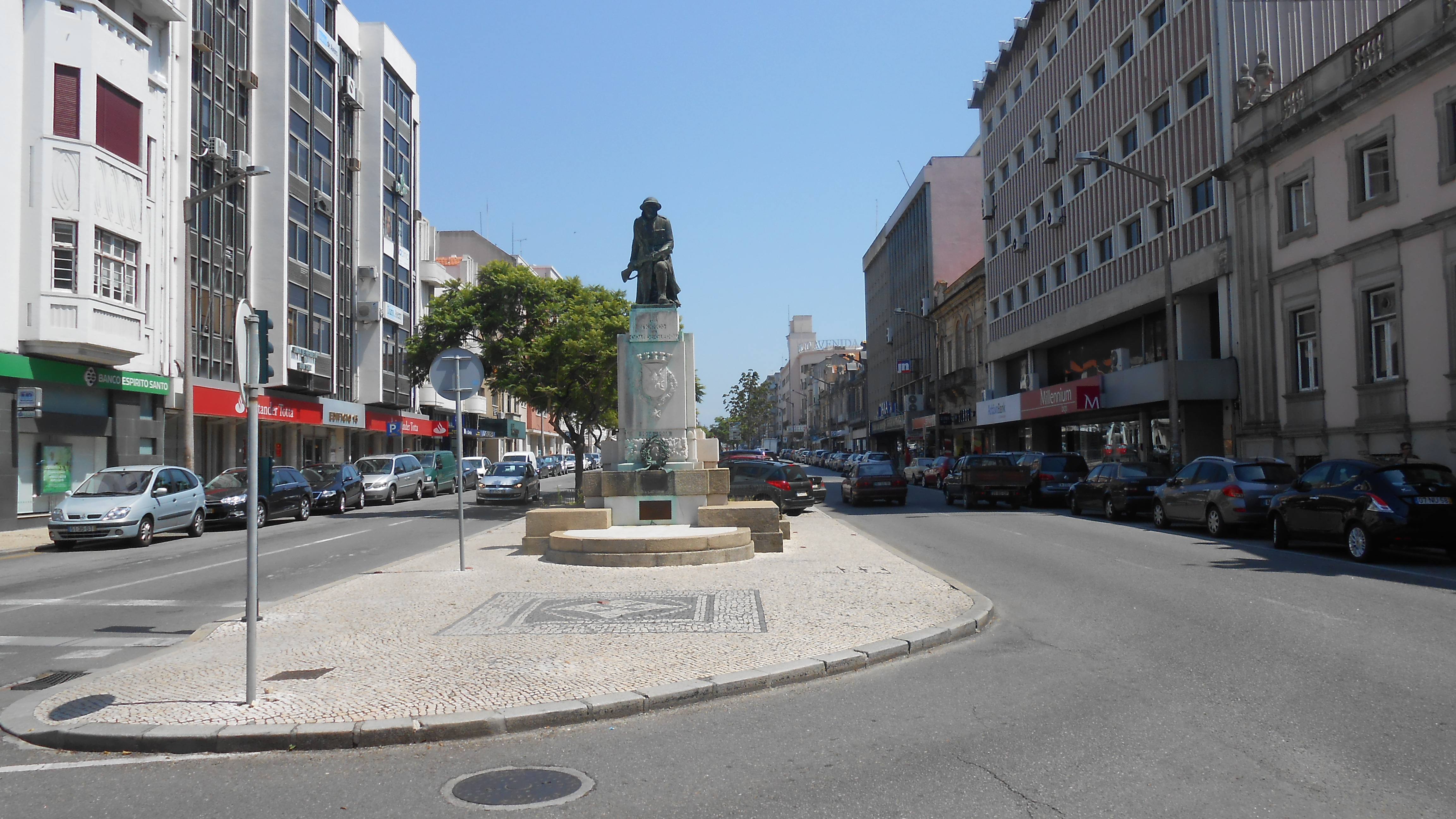
Monumento aos Mortos da Grande Guerra.
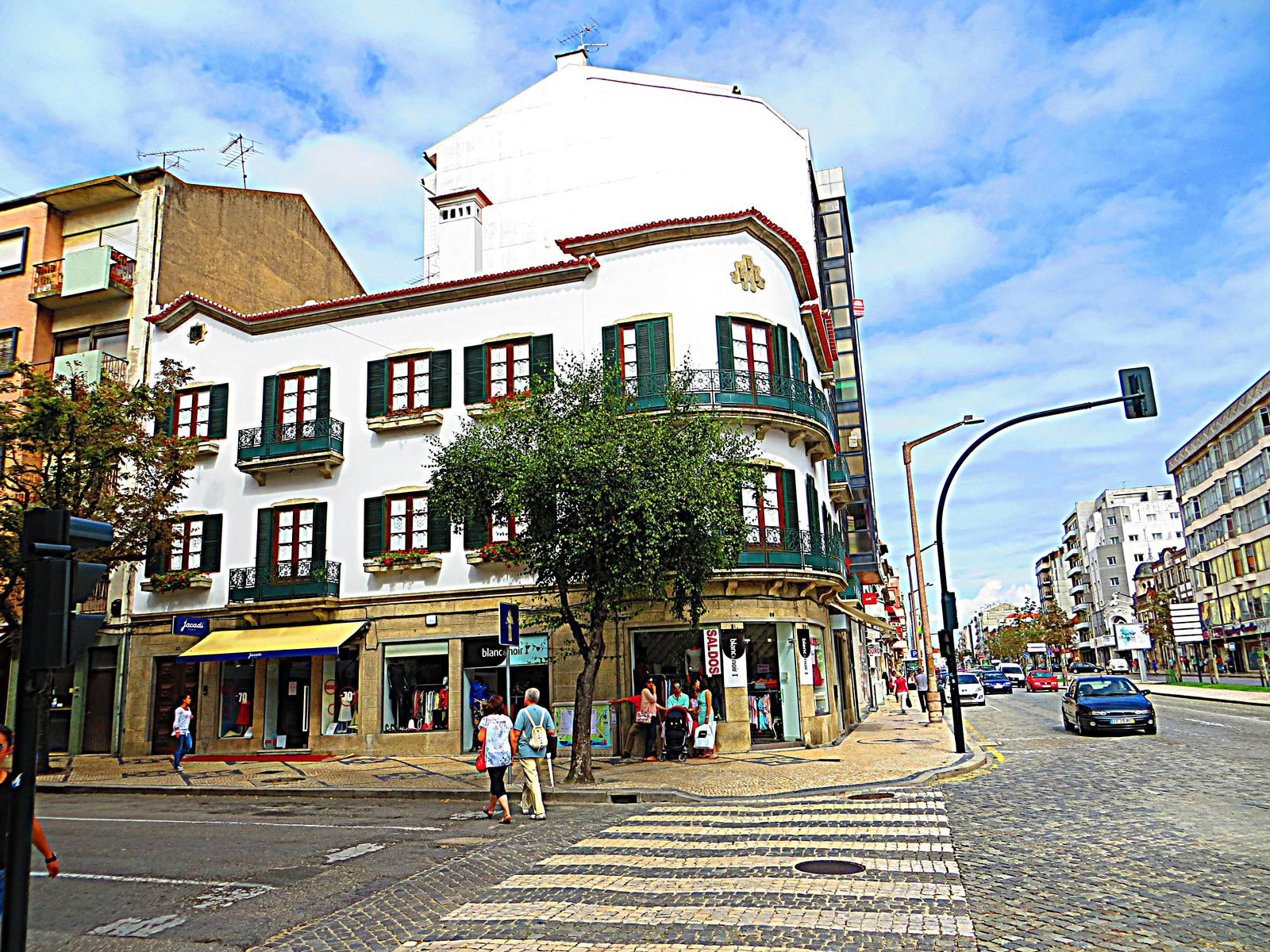
Edifício da Família Candal, no gaveto entre a avenida e a rua Dr. Alberto Souto.